# Saison 2018 de l'équipe cycliste Wiggle High5
La Saison 2018 de l'équipe Wiggle High 5 est la sixième de la formation. L'effectif est grandement remanié. Le principal départ est celui de la sprinteuse belge Jolien D'Hoore. Elle est remplacée par Kirsten Wild. Lisa Brennauer, ancienne championne du monde du contre-la-montre, rejoint également l'équipe tandis que la sprinteuse italienne Giorgia Bronzini la quitte.
Kirsten Wild remporte une étape du Tour d'Italie et la RideLondon-Classique, unique victoire en World Tour de l'équipe en 2018. Surtout, elle réalise une saison sur piste exceptionnelle. Elle gagne trois titres de championne du monde et deux de championne d'Europe. Lisa Brennauer gagne le Tour de Thuringe, le titre en contre-la-montre en Allemagne, ainsi qu'un titre de championne d'Europe de poursuite. Elisa Longo Borghini connait une année difficile. Elle est malade début avril et obtient donc peu de résultats sur les classiques. Elle est cinquième de l'Emakumeen Euskal Bira. Sur le Tour d'Italie, elle ne parvient pas à rééditer sa performance de l'année précédente. Aux championnats du monde, elle participe à la bonne tenue de l'équipe d'Italie mais ne récolte pas de résultats personnels. Audrey Cordon progresse en 2018. Elle est sixième de l'Amstel Gold Race, troisième de La Madrid Challenge by La Vuelta et quatrième des championnats d'Europe de contre-la-montre. Emilia Fahlin connaît une renaissance en 2018. Elle gagne avec la manière le Gracia Orlová puis championne de Suède sur route. Elle se révèle bonne sprinteuse au Tour de Norvège et au Tour de Belgique, surtout elle finit quatrième des championnats du monde sur route. Eri Yonamine gagne les deux titres nationaux au Japon. Elisa Longo Borghini est dix-septième du classement UCI et onzième du classement World Tour. Wiggle High5 est cinquième du premier classement et sixième du second.

## Préparation de la saison

### Partenaires et matériel de l'équipe

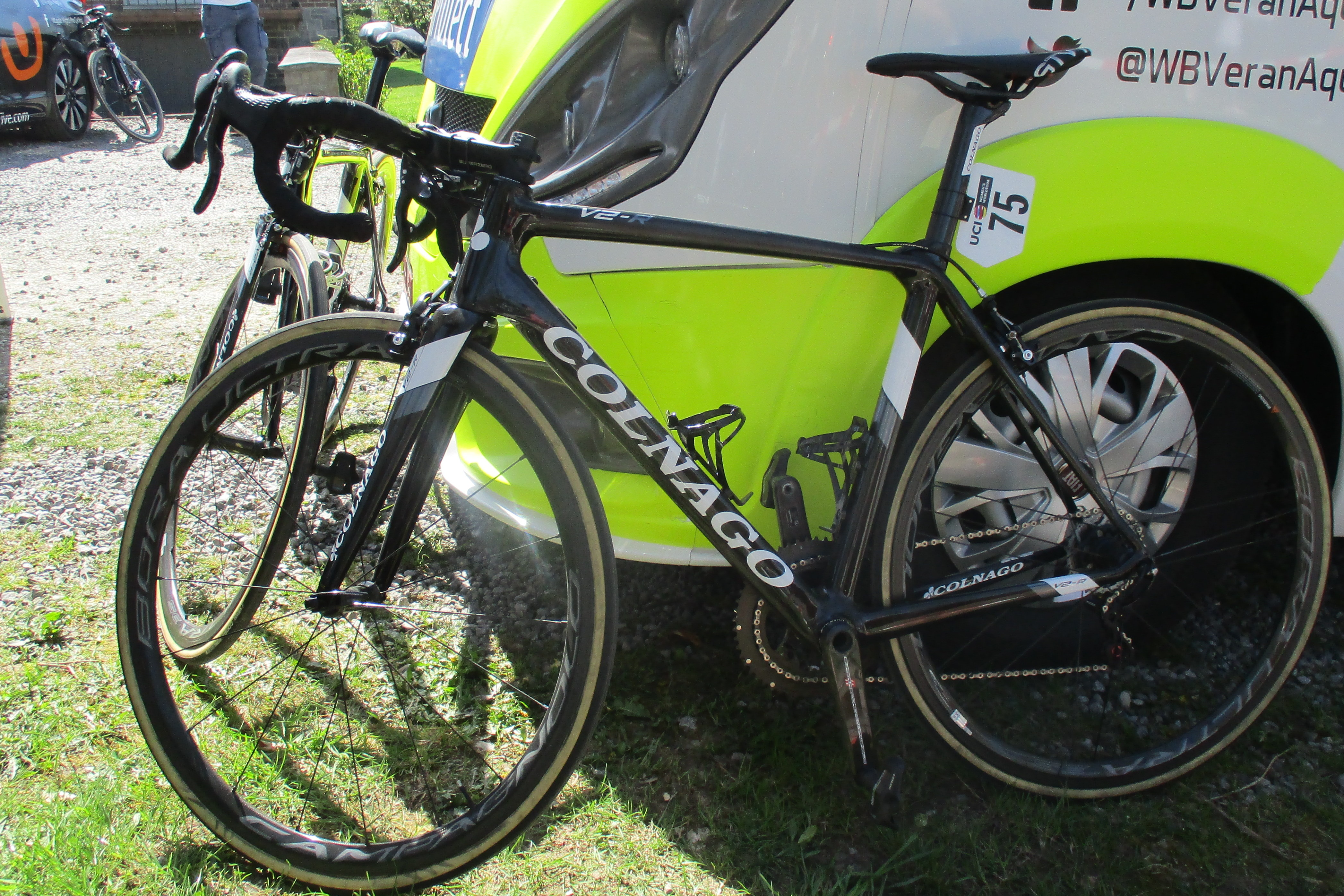
Vélo de l'équipe

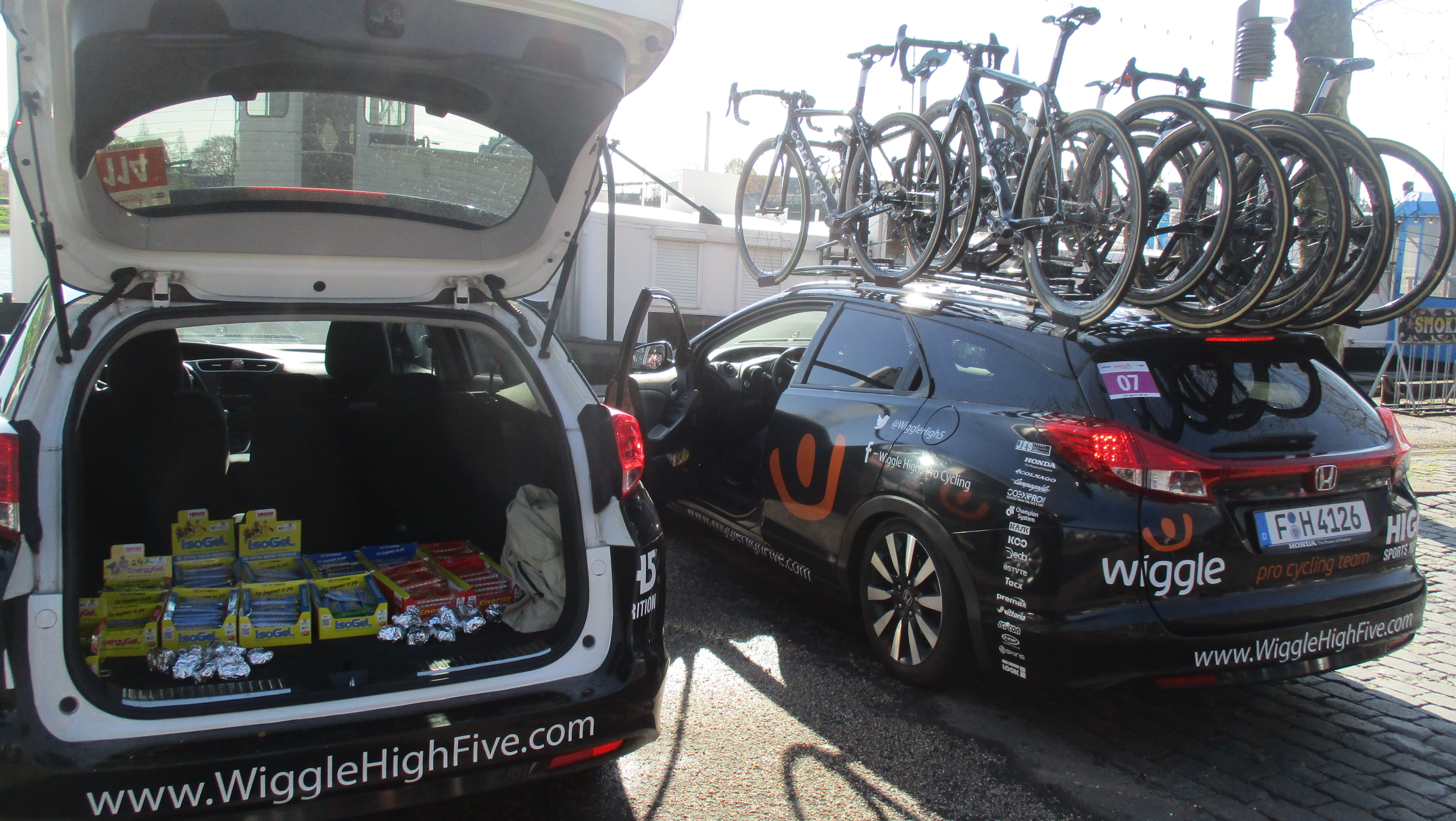
Véhicules de l'équipe

Les partenaires principaux sont Wiggle, un site de vente d'équipement sportif en ligne et High5 une marque de nutrition sportive. Le fabricant automobile Honda soutient également l'équipe. Elle roule sur des vélos Colnago.

### Arrivées et départs
L'effectif de la formation est largement renouvelé. La sprinteuse belge Jolien D'Hoore quitte l'équipe, elle est remplacée par la Néerlandaise Kirsten Wild. Toujours dans le domaine du sprint, Rachele Barbieri, Elinor Barker et Katie Archibald, par ailleurs toutes trois pistardes, rejoignent l'équipe. L'ancienne championne du monde du contre-la-montre, vainqueur du Tour de Thuringe et également dotée d'une bonne pointe de vitesse Lisa Brennauer est un autre apport important pour l'équipe. La polyvalente Autrichienne Martina Ritter passe à l'échelon supérieur après être passée par de plus petites équipes. L'Australienne Macey Stewart va tenter de se relancer après une pause en 2017. Enfin, la championne du Japon Eri Yonamine est la dernière recrue.
Au niveau des départs, en sus de celui de Jolien D'Hoore, la sprinteuse italienne Giorgia Bronzini, membre de l'équipe depuis 2013 et capitaine de route, rejoint l'équipe Cylance. La Britannique Amy Roberts quitte l'équipe tout comme la grimpeuse japonaise Mayuko Hagiwara. Claudia Lichtenberg prend sa retraite, tout comme Anna Sanchis, déjà indisponible durant la majorité de l'année 2017.
| Arrivées         | Équipe 2017                        |
| ---------------- | ---------------------------------- |
| Katie Archibald  | WNT                                |
| Rachele Barbieri | Cylance                            |
| Elinor Barker    | Amateur                            |
| Lisa Brennauer   | Canyon-SRAM                        |
| Martina Ritter   | Drops                              |
| Macey Stewart    | Amateur                            |
| Kirsten Wild     | Cylance                            |
| Eri Yonamine     | FDJ-Nouvelle Aquitaine-Futuroscope |

| Départs             | Équipe 2018          |
| ------------------- | -------------------- |
| Giorgia Bronzini    | Cylance              |
| Jolien D'Hoore      | Orica-Scott          |
| Claudia Lichtenberg | Retraite             |
| Mayuko Hagiwara     | Alé Cipollini        |
| Amy Roberts         | Parkhotel Valkenburg |
| Anna Sanchis        | Retraite             |

## Effectif et encadrement

### Effectif
| Effectif 2018               | Effectif 2018     | Effectif 2018 | Effectif 2018                             |
| Cycliste                    | Date de naissance | Pays          | Équipe précédente                         |
| --------------------------- | ----------------- | ------------- | ----------------------------------------- |
| Katie Archibald             | 12 mars 1994      | Royaume-Uni   | Team WNT (2017)                           |
| Rachele Barbieri            | 21 février 1997   | Italie        | Cylance (2017)                            |
| Elinor Barker               | 7 septembre 1994  | Royaume-Uni   | Breeze (2017)                             |
| Lisa Brennauer              | 8 juin 1988       | Allemagne     | Canyon-SRAM Racing (2017)                 |
| Audrey Cordon-Ragot         | 22 septembre 1989 | France        | Hitec Products (2014)                     |
| Amy Cure                    | 31 décembre 1992  | Australie     | Lotto Soudal Ladies (2015)                |
| Annette Edmondson           | 12 décembre 1991  | Australie     | Orica-AIS (2014)                          |
| Emilia Fahlin               | 24 octobre 1988   | Suède         | Alé Cipollini (2016)                      |
| Lucy van der Haar           | 20 septembre 1994 | Royaume-Uni   | Liv-Plantur (2015)                        |
| Grace Garner                | 19 juin 1997      | Royaume-Uni   | Podium Ambition-Club La Santa (2016)      |
| Julie Norman Leth           | 13 juillet 1992   | Danemark      | Hitec Products (2016)                     |
| Elisa Longo Borghini        | 10 décembre 1991  | Italie        | Hitec Products (2014)                     |
| Martina Ritter              | 23 septembre 1982 | Autriche      | Drops (2017)                              |
| Macey Stewart               | 16 janvier 1996   | Australie     | Orica-AIS (2016)                          |
| Kirsten Wild                | 15 octobre 1982   | Pays-Bas      | Cylance (2017)                            |
| Eri Yonamine                | 25 avril 1991     | Japon         | FDJ-Nouvelle Aquitaine-Futuroscope (2017) |
| Grace Brown (1 mai–31 déc.) | 7 juillet 1992    | Australie     | Holden Team Gusto racing (2018)           |
|                             |                   |               |                                           |
| Source : Cycling Archives   |                   |               |                                           |

Portraits
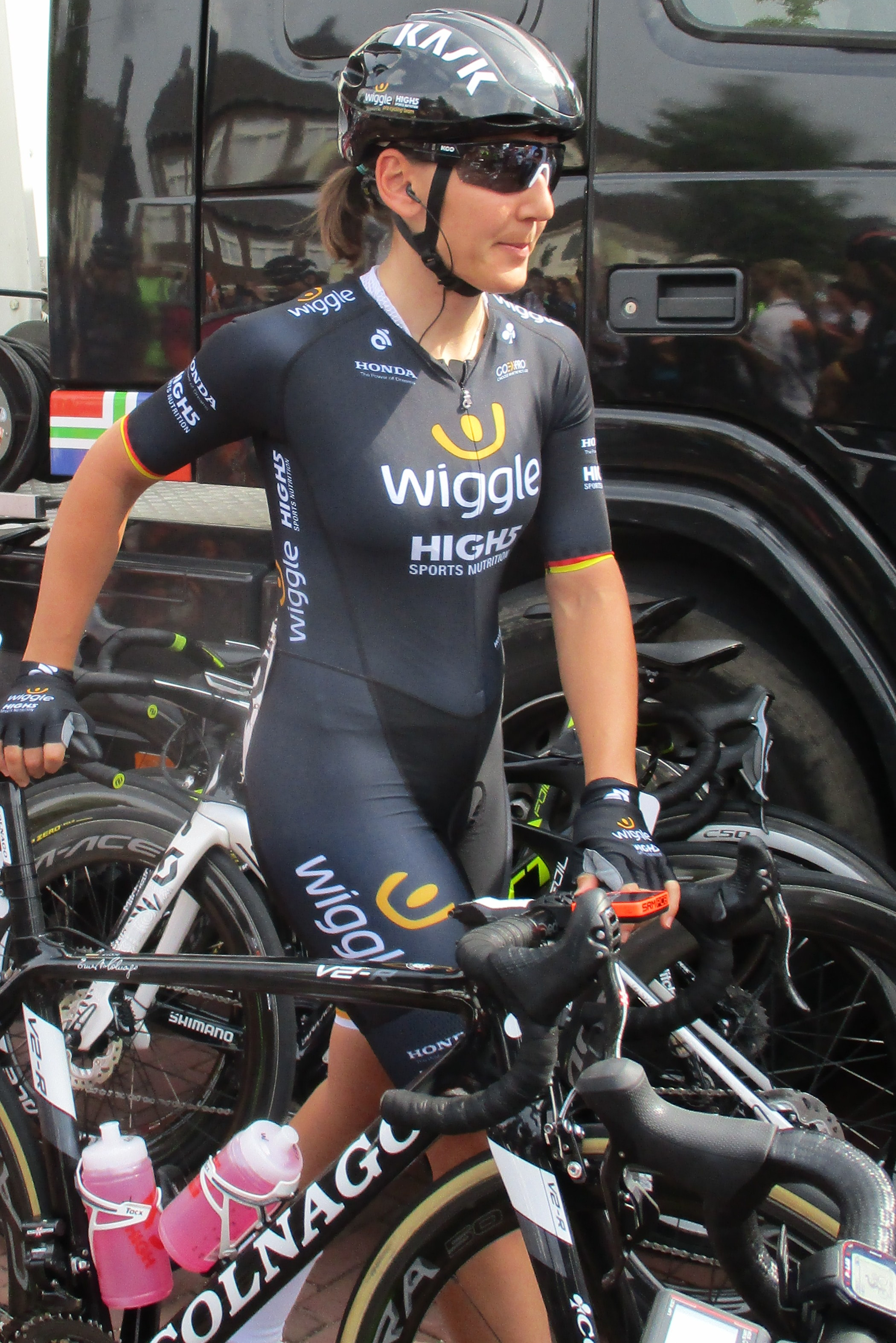
Lisa Brennauer
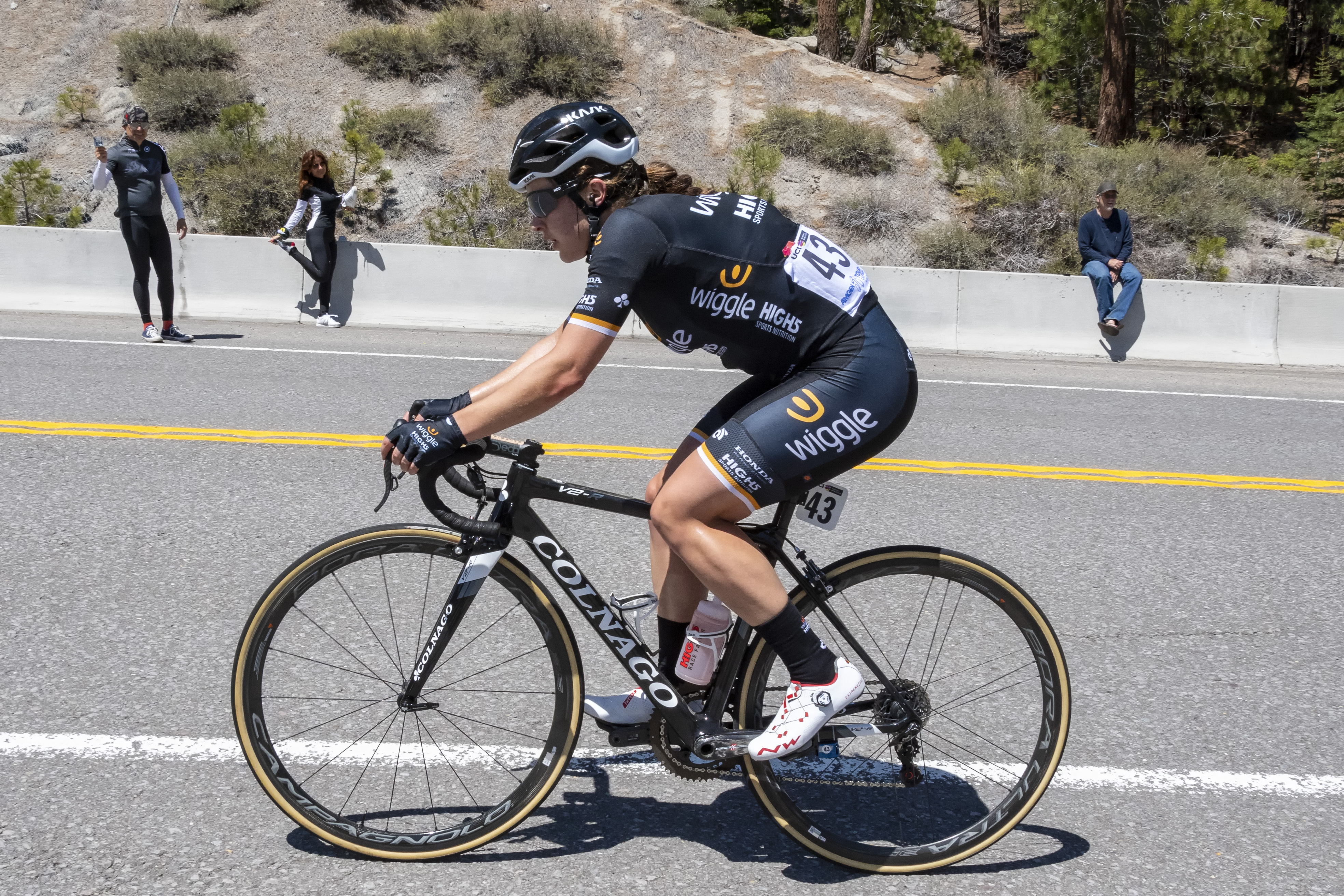
Grace Brown
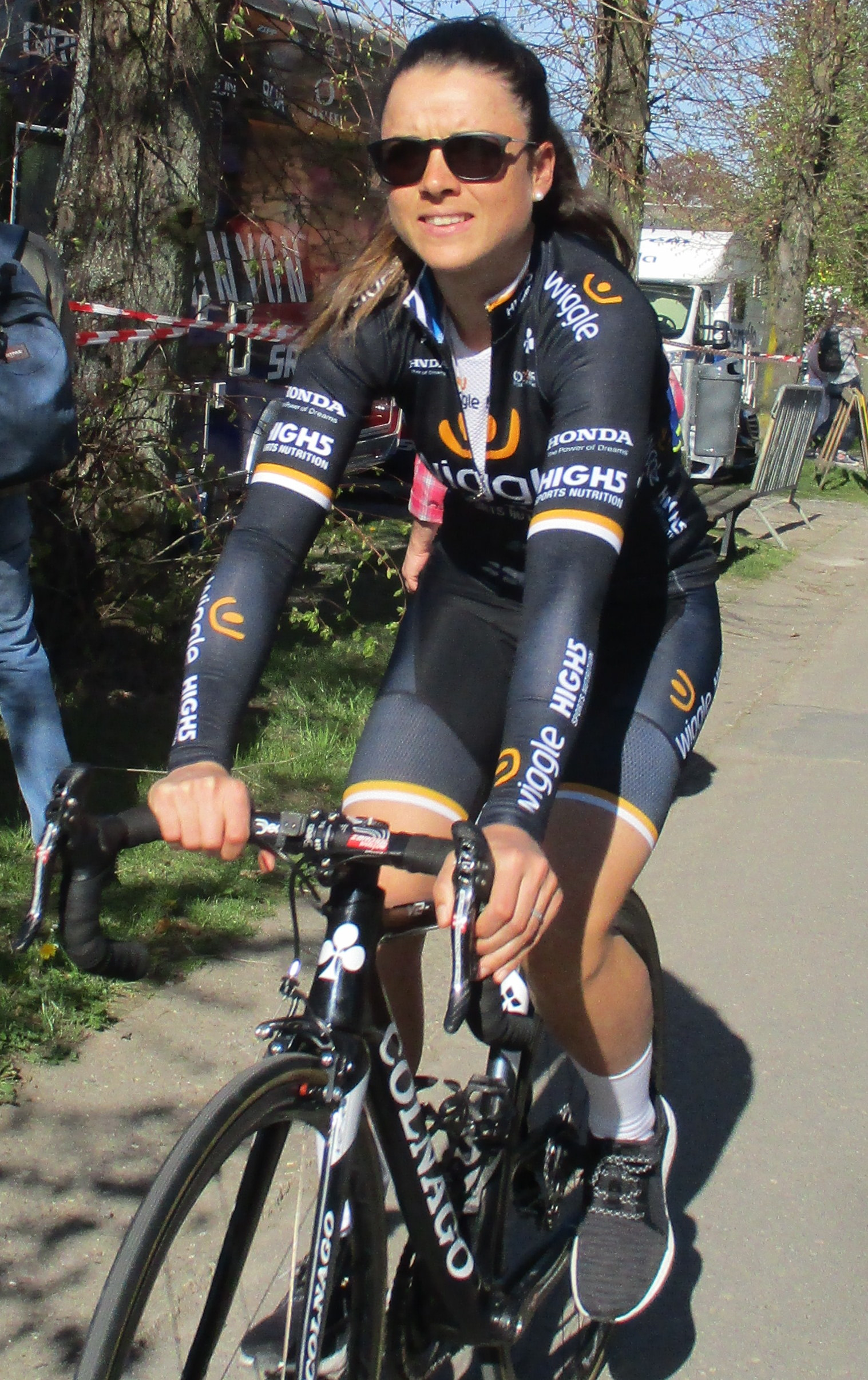
Audrey Cordon
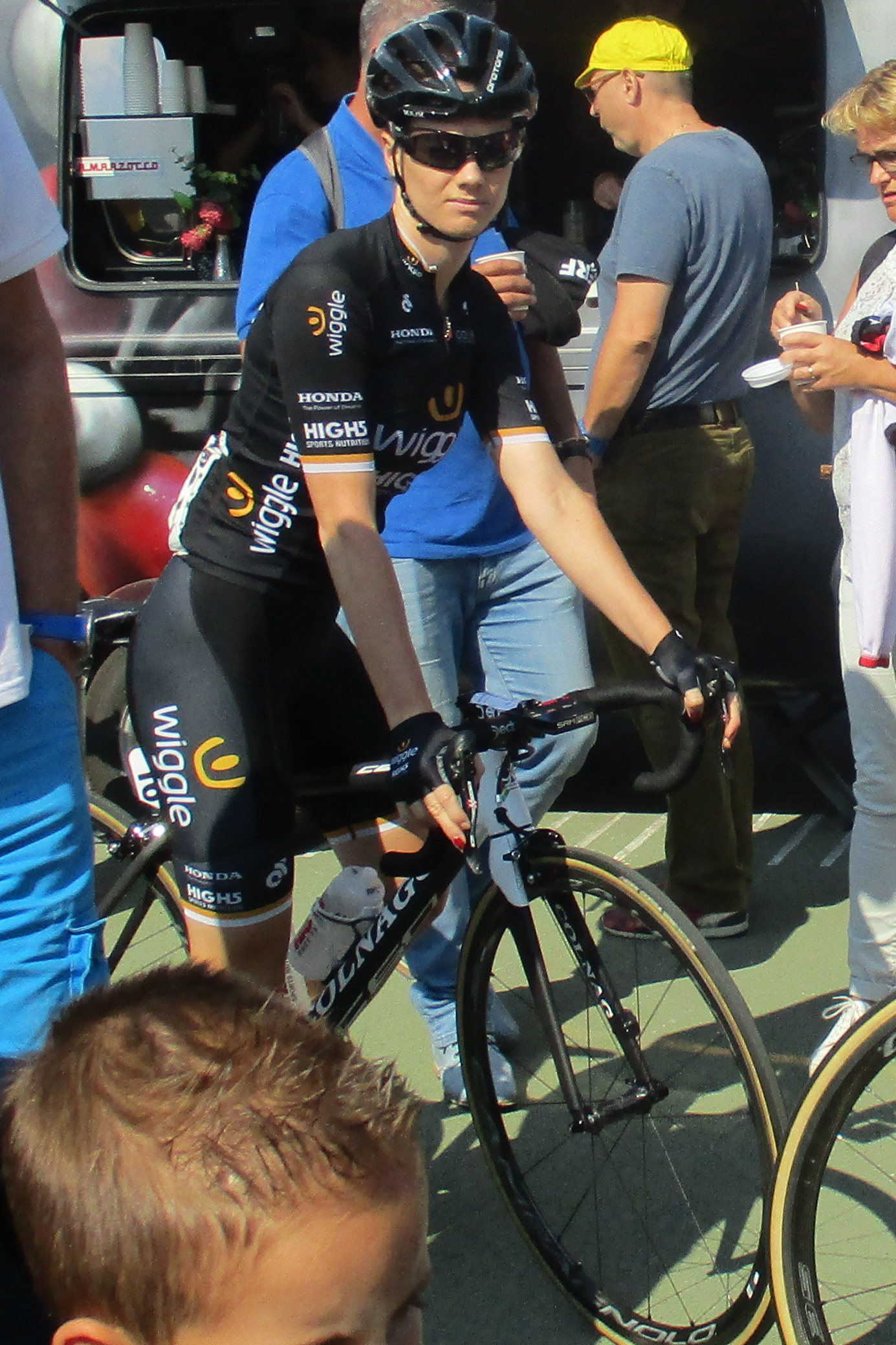
Amy Cure en 2017.
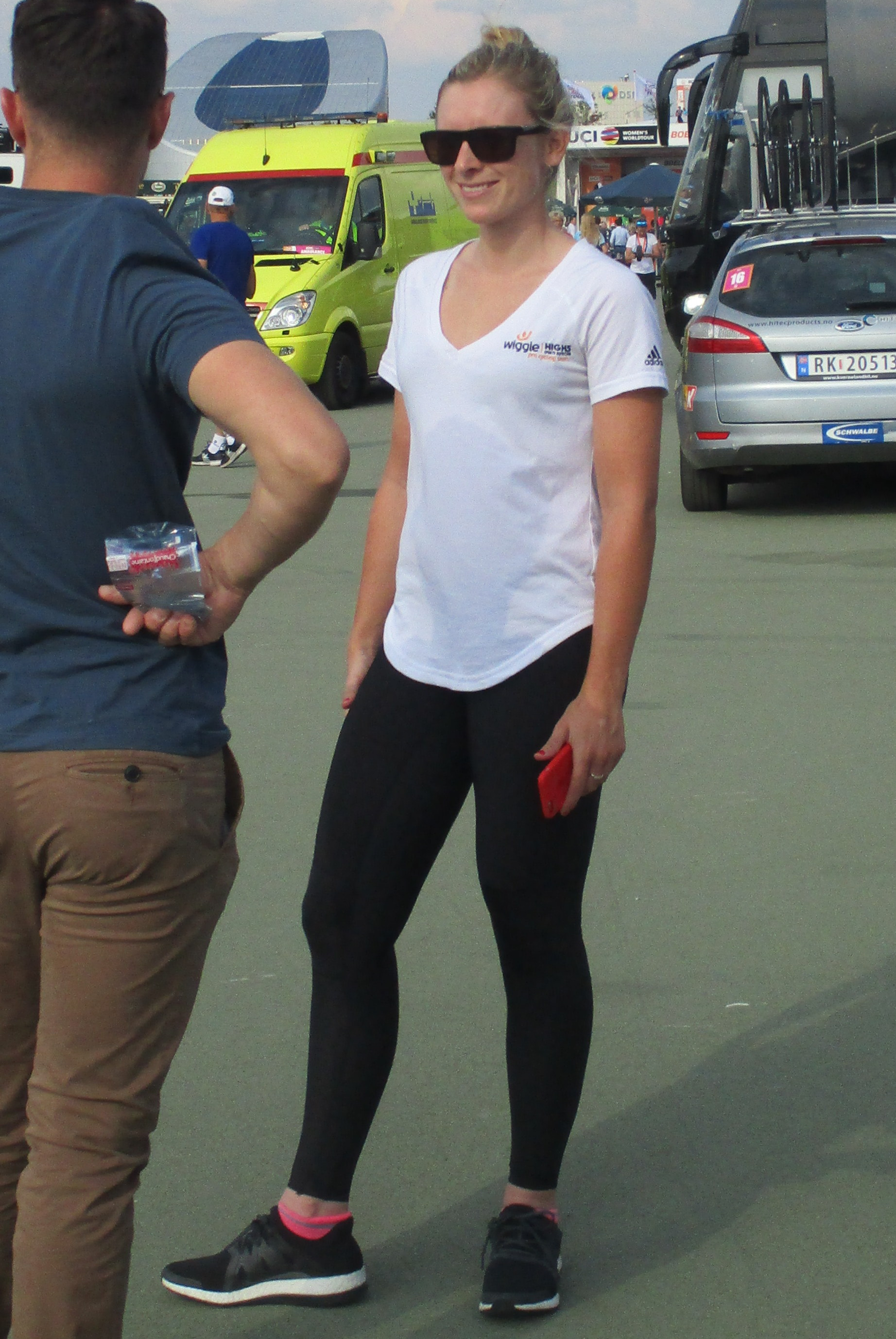
Annette Edmondson en 2017 .
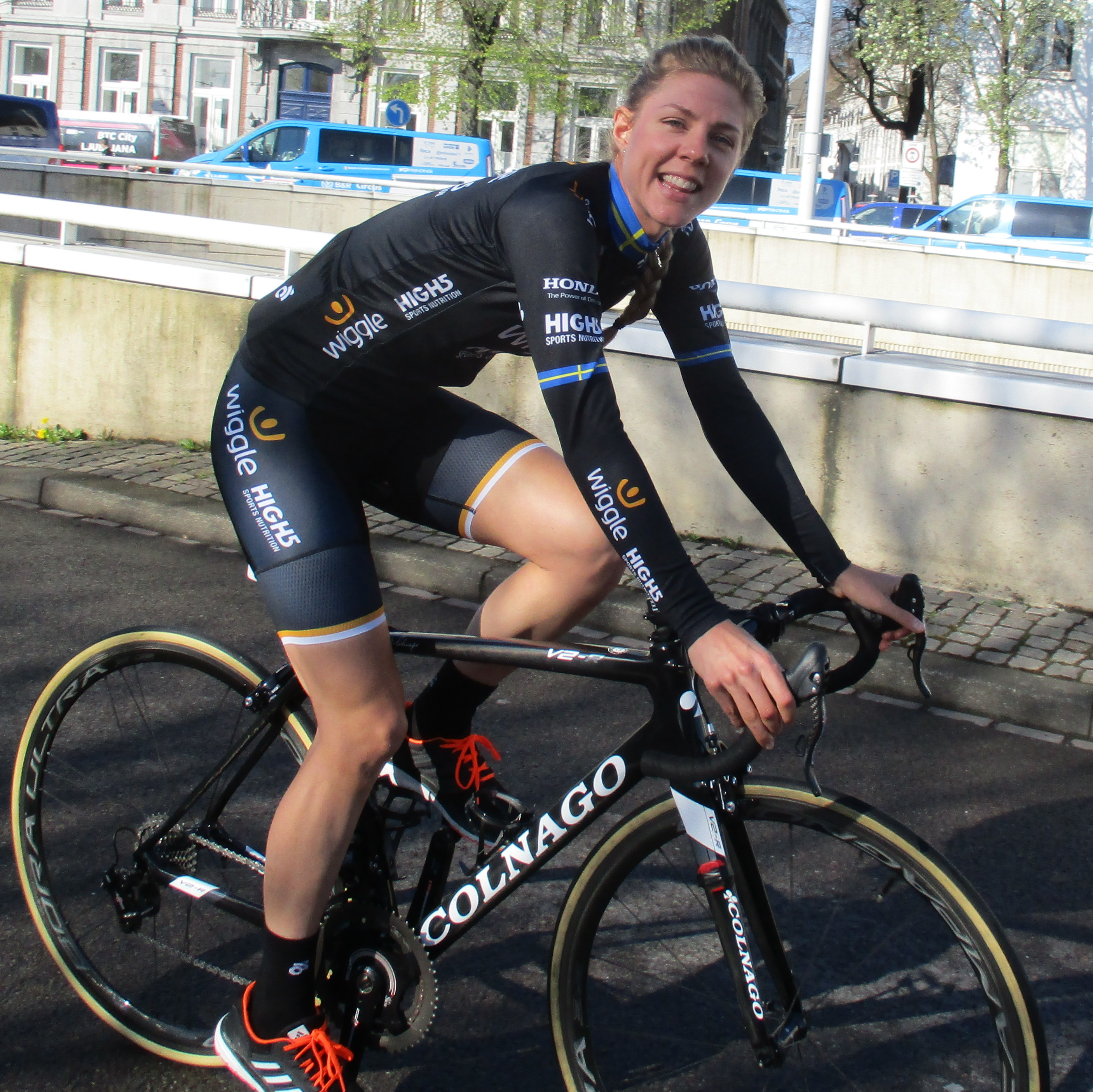
Emilia Fahlin
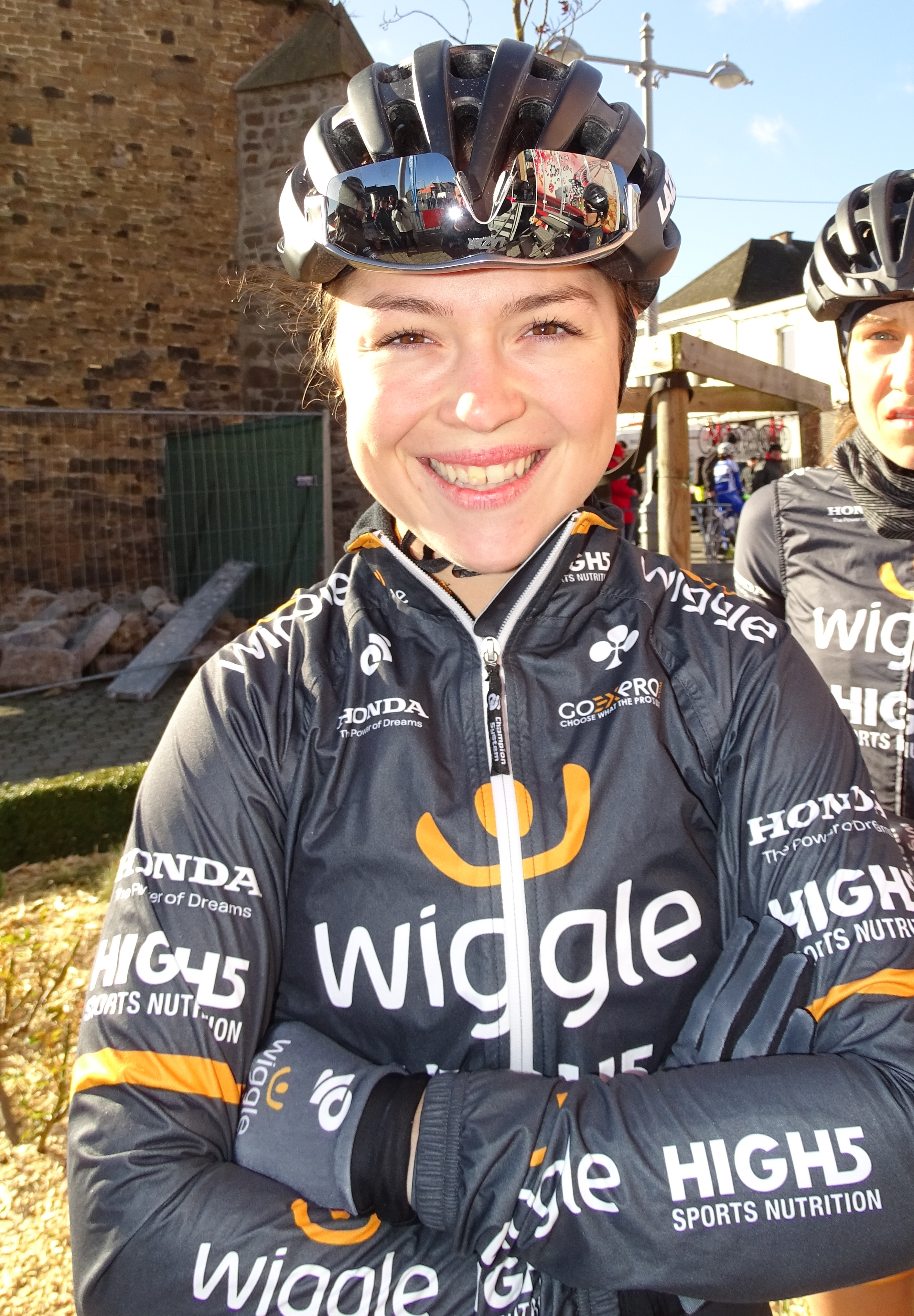
Lucy Garner en 2016.
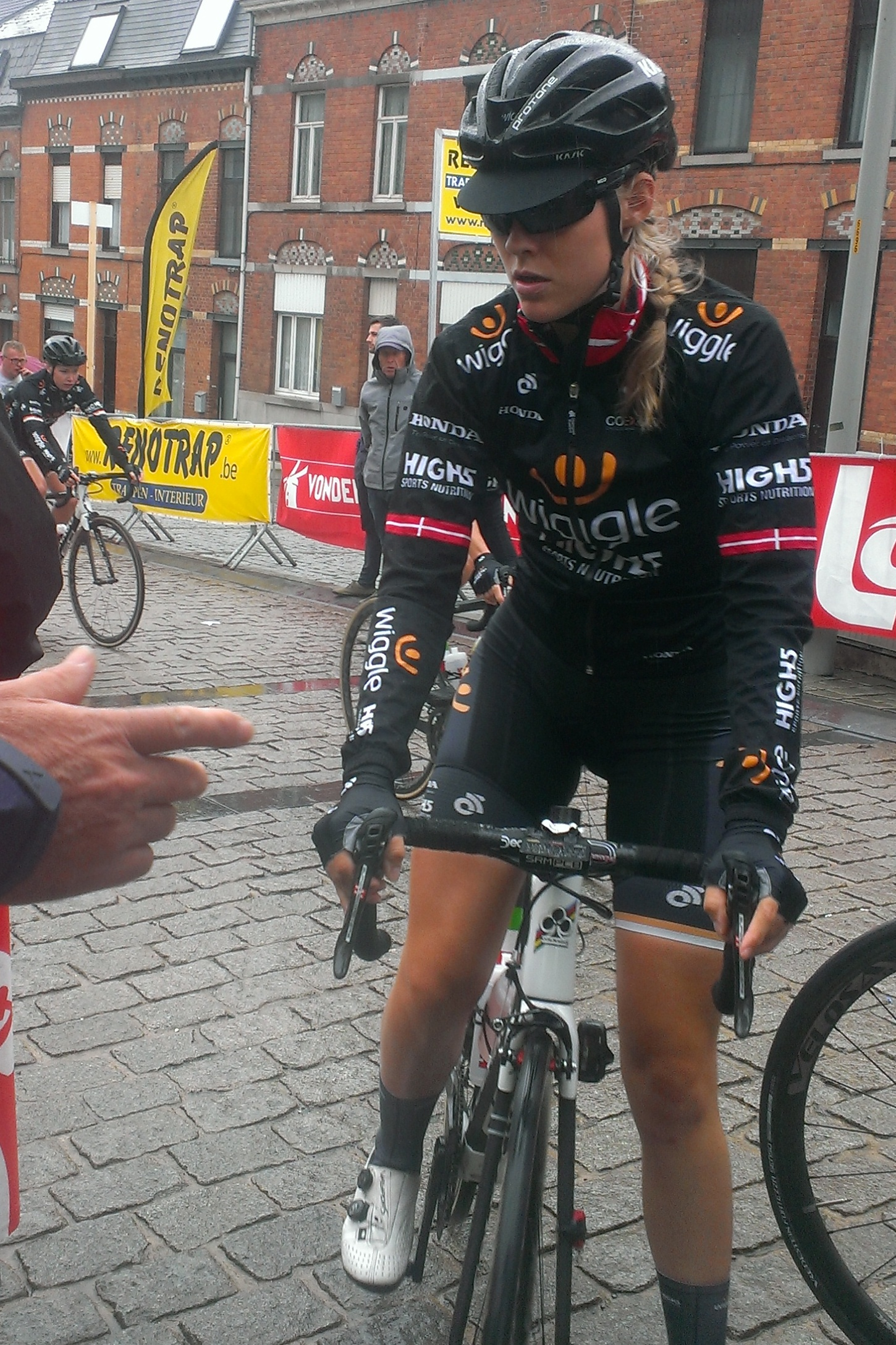
Julie Leth en 2017.
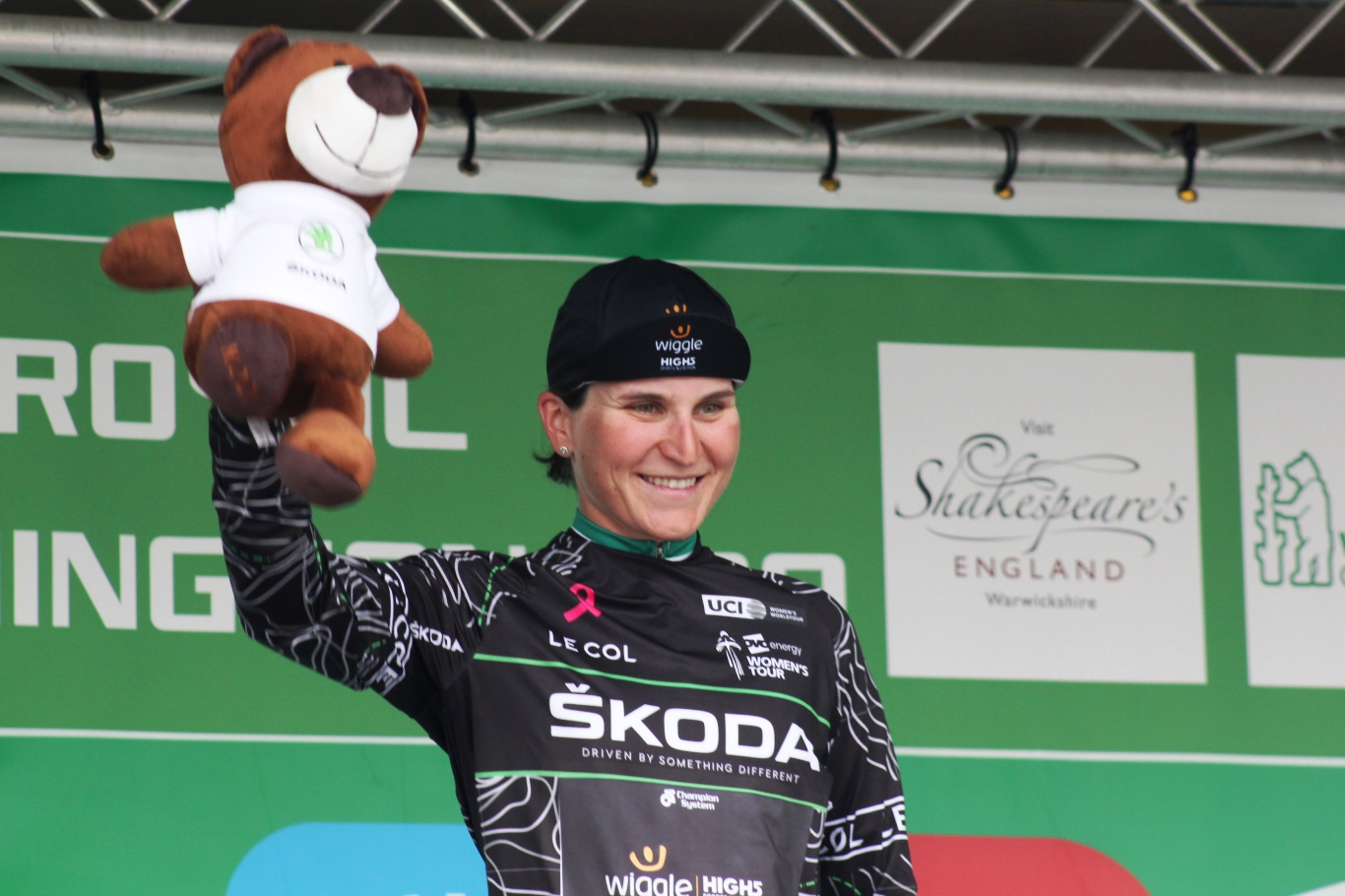
Elisa Longo Borghini
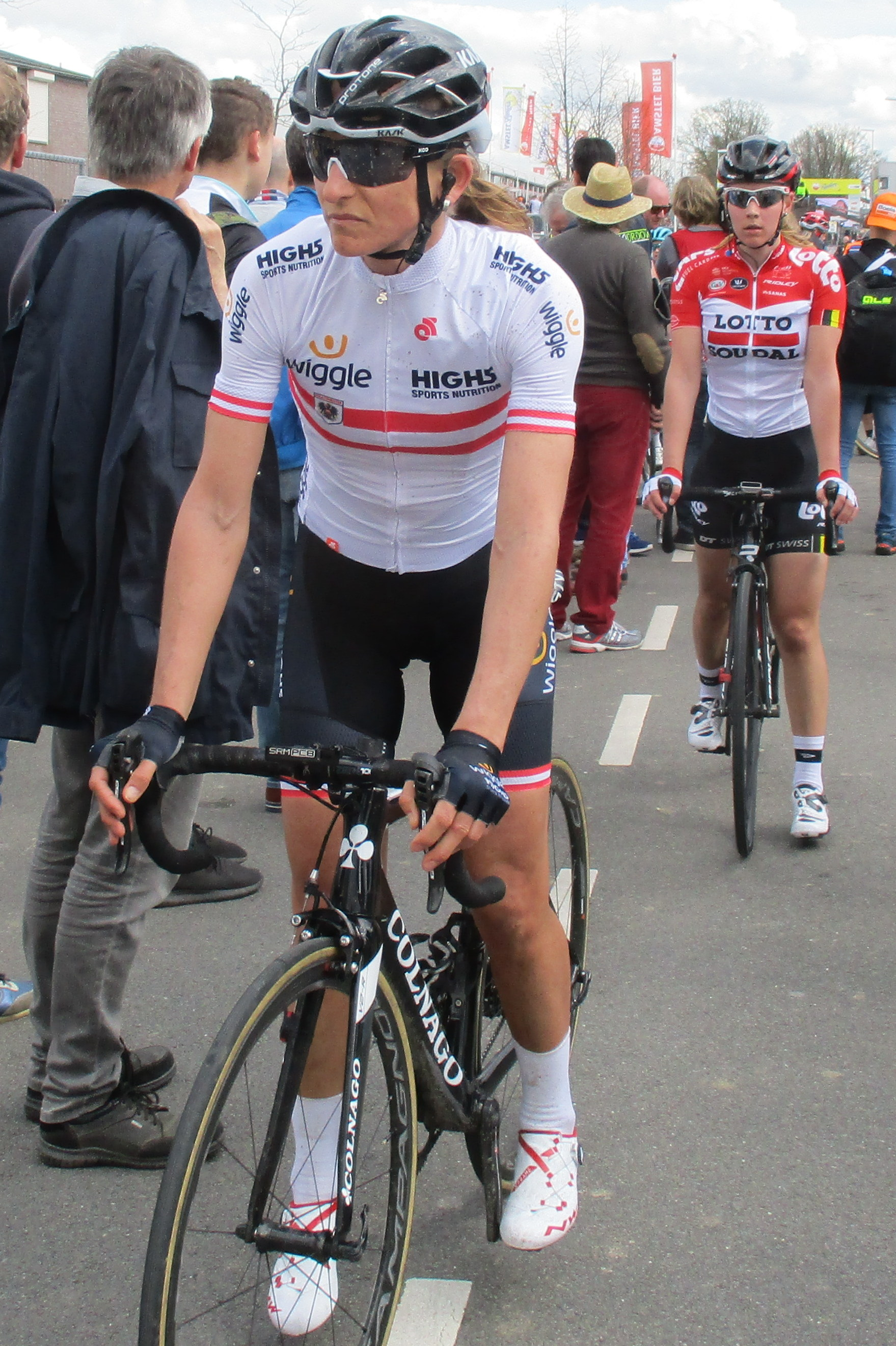
Martina Ritter
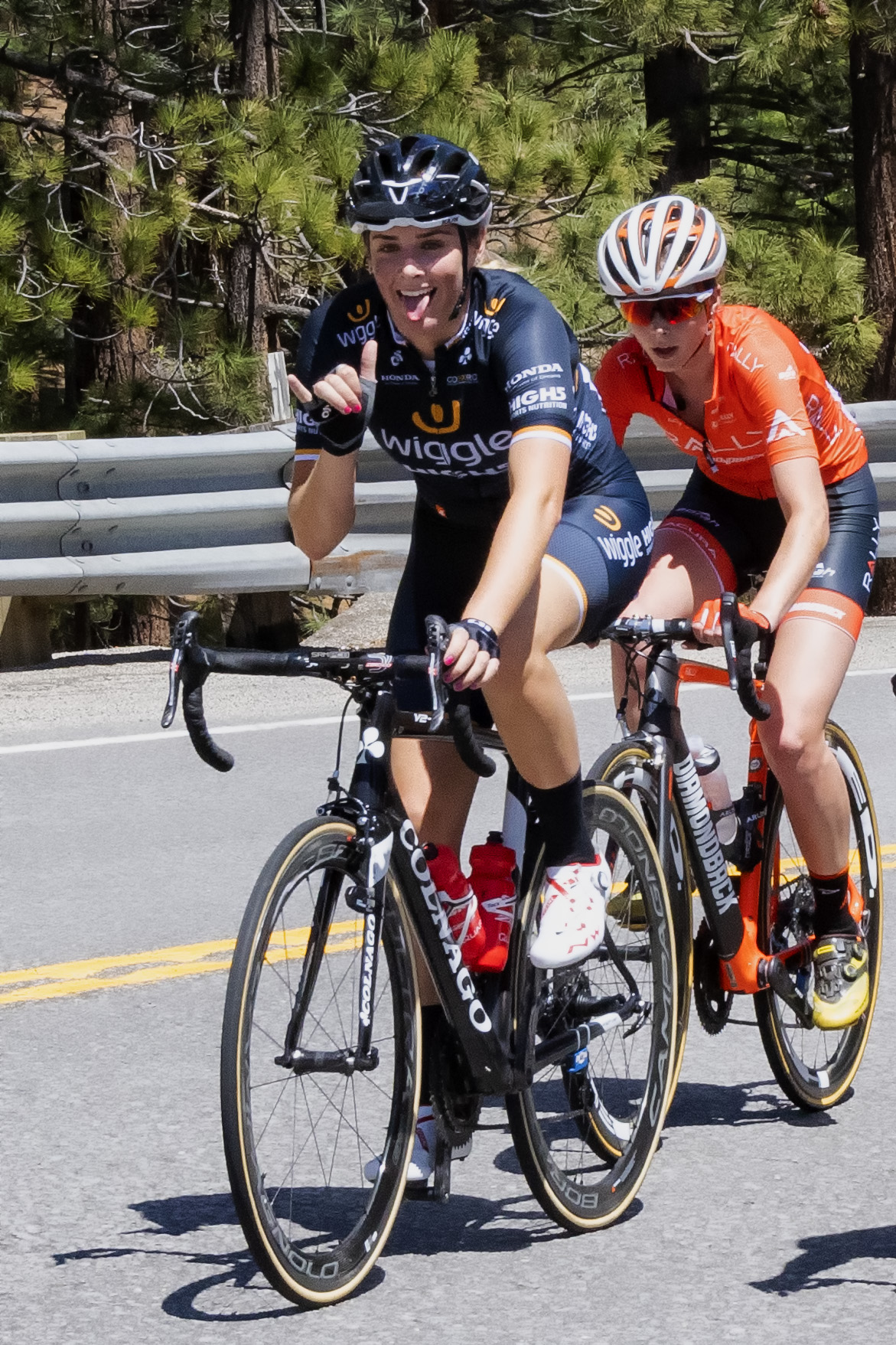
Macey Stewart
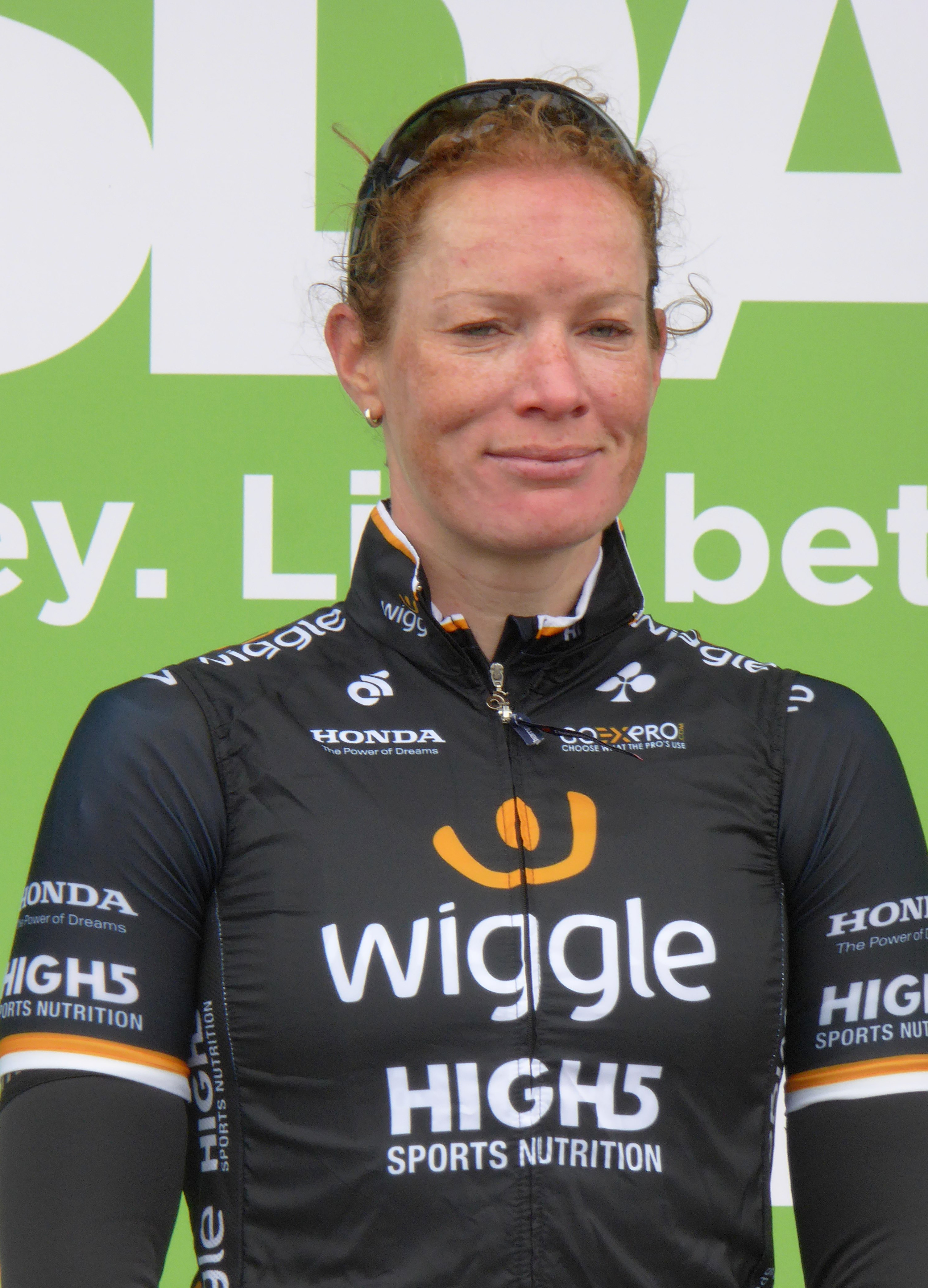
Kirsten Wild
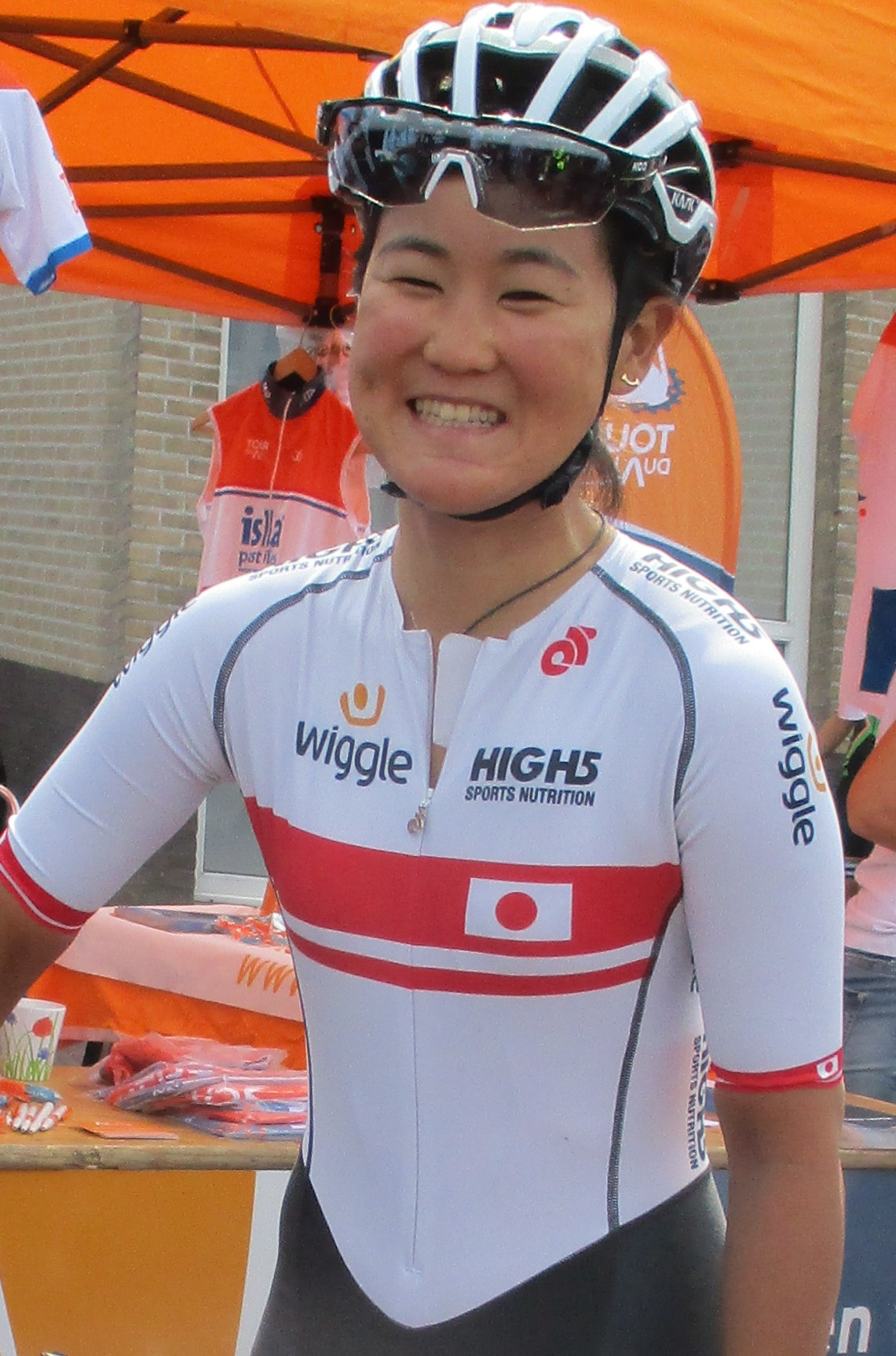
Eri Yonamine

### Encadrement
La directrice de l'équipe est l'ancienne coureuse australienne Rochelle Gilmore. Allan Davis est le directeur sportif en remplacement de Donna Rae Szalinski en février, limogée après la partie australienne de la saison pour manque de résultats. Il est assisté de Kim Palmer à partir de mai,.

## Déroulement de la saison

### Janvier
Au Santos Women's Tour, Annette Edmondson gagne au sprint la première étape.

### Mars

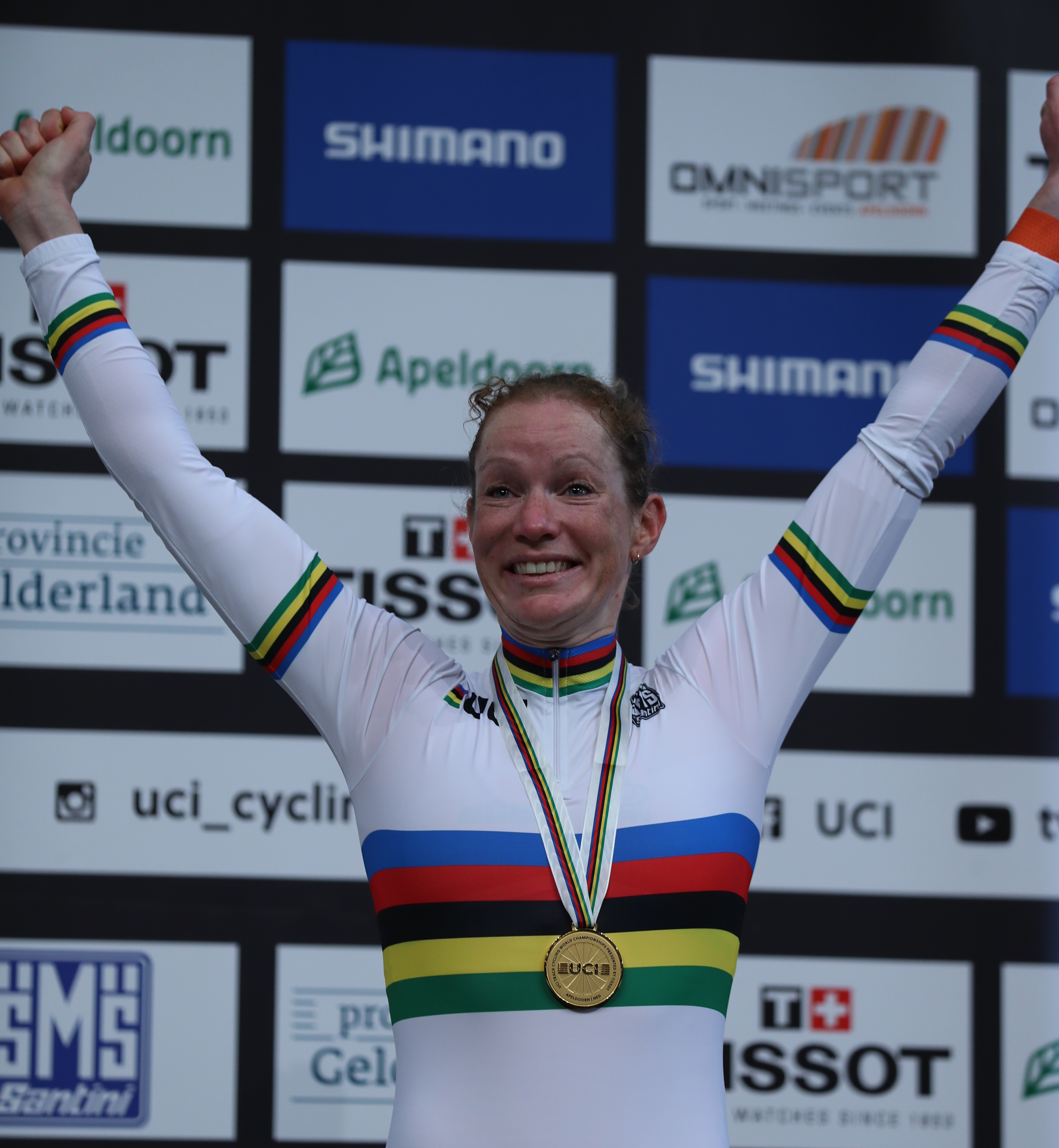
Kirsten Wild réalise des championnats du monde sur piste exceptionnels

Kirsten Wild commence la saison sur la piste. Aux championnats du monde, elle remporte pas moins de trois titres : scratch, course aux points et omnium. En sus, elle est deuxième de la course à l'américaine. Katie Archibald remporte elle le titre en course à l'américaine.
Sur route, aux Strade Bianche, au kilomètre soixante-quinze, sur le plus long secteur pavé, l'équipe Boels Dolmans se place en tête. Elisa Longo Borghini est alors victime d'une crevaison. Elle revient dans le peloton par la suite. Dans le septième secteur, dit colle Pinzuto, Katarzyna Niewiadoma et Elisa Longo Borghini passent à l'offensive. Anna van der Breggen réagit immédiatement. Sur la fin de ce secteur, les deux dernières comptent environ vingt secondes d'avance sur le peloton. L'Italienne est cependant victime d'un nouvel incident mécanique trois kilomètres plus loin et perd quelques mètres sur Anna van der Breggen. Celle-ci file alors vers la victoire. Derrière, dans le dernier secteur, Katarzyna Niewiadoma sort seule du groupe de huit poursuivantes. Elle revient sur Elisa Longo Borghini et la distance dans l'ascension finale. L'Italienne finit troisième,. Au Tour de Drenthe, Lisa Brennauer se montre active dans le final. Alors qu'on s'achemine vers un sprint, une chute gêne de nombreuses favorites à deux kilomètres de la ligne, dont Kirsten Wild. Au Trofeo Alfredo Binda-Comune di Cittiglio, Elisa Longo Borghini fait partie du groupe des favorites à l'amorce du dernier tour. Dans la dernière ascension de la côte de Casale, elle sort avec Katarzyna Niewiadoma et Chantal Blaak pour revenir sur les échappées. Le groupe de tête se reforme néanmoins avec douze unités. Dans la côte d'Orino, elle cherche en vain à suivre l'attaque de Katarzyna Niewiadoma. Elle se classe finalement dixième,. Aux Trois Jours de La Panne, Lisa Brennauer est cinquième du sprint final,. En fin de mois, il est annoncé qu'Elisa Longo Borghini est forfait pour le Tour des Flandres.

### Avril
Au Tour des Flandres, Lisa Brennauer fait partie des meilleures dans le mur de Grammont. Elle est encore dans le groupe de tête au sommet du Kruisberg quand Anna van der Breggen produit son attaque. Elle prend finalement la huitième place,. À l'Healthy Ageing Tour, Lisa Brennauer est troisième du contre-la-montre individuel inaugural dix secondes derrière Anna van der Breggen. Kisten Wild est cinquième. Le lendemain, cette dernière est deuxième du sprint du peloton. Elle remporte la troisième étape secteur a. Sur le contre-la-montre par équipes, la formation se classe quatrième. Kirsten Wild est deuxième de la quatrième étape au sprint derrière Chantal Blaak. Lisa Brennauer est cinquième de l'ultime étape. Au classement général final, Kirsten Wild est cinquième. Elle gagne également le classement par points.
À l'Amstel Gold Race, le passage du Keutenberg au kilomètre cinquante-quatre provoque une sélection. Un groupe de huit coureuses se forme à son sommet. Il contient notamment Audrey Cordon. L'avantage de l'échappée monte à deux minutes trente. Dans l'avant-dernière montée du Cauberg, Chantal Blaak accélère et n'est suivie que par Alexis Ryan puis par Amanda Spratt. Derrière, Brand, Cordon et Markus allient leurs forces et reviennent sur la tête. Audrey Cordon place alors une attaque, mais Chantal Blaak prend ses responsabilités et la rattrape. Dans le final, Audrey Cordon prend la tête du groupe afin d'éviter le retour de Lotta Lepistö et Giorgia Bronzini. Audrey Cordon se classe finalement sixième,. À la Flèche wallonne, la mieux classée est Elisa Longo Borghini à la onzième place.
Aux Jeux du Commonwealth, Annette Edmondson et Amy Cure remportent l'or en poursuite par équipes avec la sélection australienne. La première est troisième de la poursuite individuelle, remportée par une autre membre de l'équipe : Katie Archibald. En course aux points, Elinor Barker s'impose devant Archibald. Amy Cure gagne le titre en course au scratch.
Au Tour de l'île de Chongming, Kirsten Wild est ralentie par la chute lors du sprint de la première étape. Annette Edmonson est septième. Elle remporte néanmoins l'ultime étape au sprint. Pendant ce temps-là, Emilia Fahlin court le Gracia Orlová  avec l'équipe de Suède. Elle gagne les première et deuxième étapes. Lors du contre-la-montre, Olga Zabelinskaya s'empare de la tête du classement général. Emilia Fahlin s'impose sur la quatrième étape mais reste deuxième du classement général. Lors de la dernière étape, elle sort dans l'ultime kilomètre et reprend six secondes à Olga Zabelinskaya. Elle est donc lauréate de l'épreuve.

### Mai

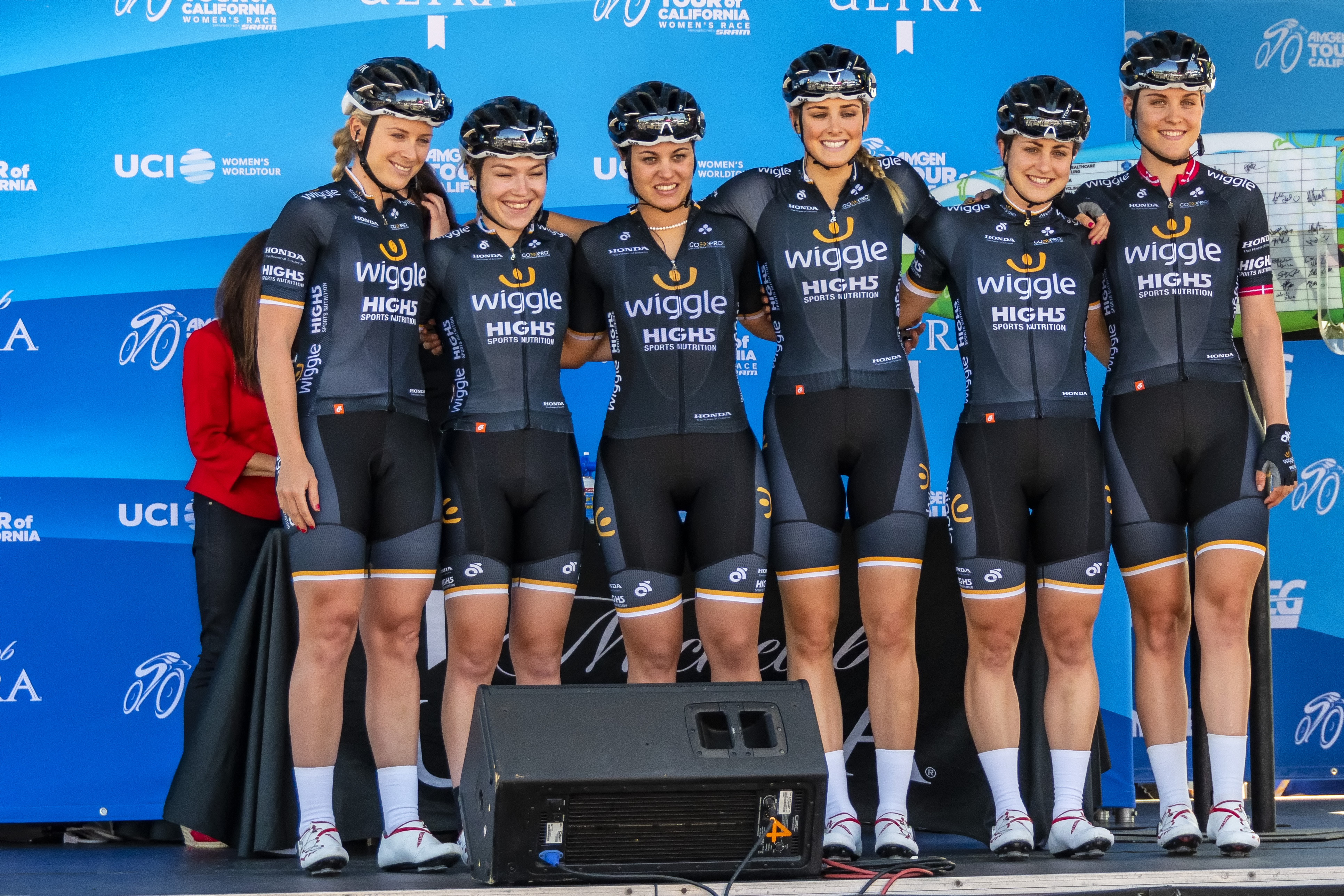
Équipe au Tour de Californie

Sur la première étape du Tour de Yorkshire, Kirsten Wild gère la dernière longue ligne droite pour s'adjuger un nouveau bouquet. Elle gagne finalement le classement par points,.
Sur le Tour de Californie, Annette Edmondson est troisième du sprint de la première étape, puis cinquième de celui de la dernière étape. À la Durango-Durango Emakumeen Saria, Elisa Longo Borghini finit première du groupe des poursuivantes. Elle se classe ainsi quatrième. À l'Emakumeen Euskal Bira, Lisa Brennauer est gagne le sprint du peloton sur la première étape derrière Sabrina Stultiens. Le lendemain, elle est troisième du contre-la-montre derrière Annemiek van Vleuten et Anna van der Breggen. Sur l'étape suivante, elles sont dix au pied de l'Alto de Arlaban dont Emilia Fahlin. Elle est battue au sprint par Amy Pieters,. Lors de la dernière étape, Amanda Spratt réalise une longue chevauchée solitaire. À vingt kilomètres de l'arrivée, Olga Zabelinskaya part avec Elisa Longo Borghini en chasse. Elles passent la ligne plus d'une minute après l'Australienne. Au classement général, Elisa Longo Borghini est cinquième,.

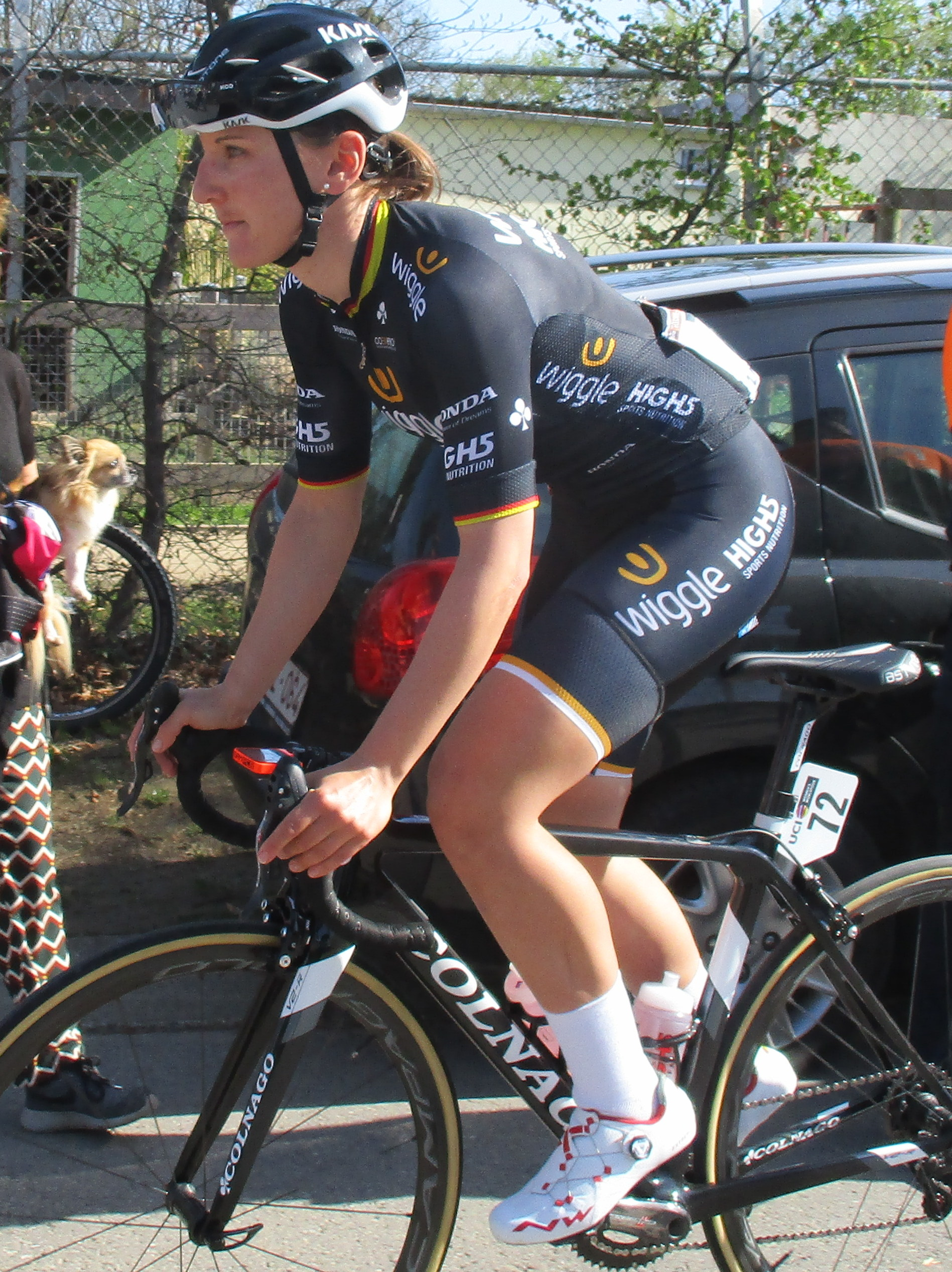
Lisa Brennauer remporte le Tour de Thuringe

Au Tour de Thuringe, les premières étapes se concluent au sprint. Lisa Brennauer est troisième des deux premières étapes puis deuxième de la troisième étape avant de remporter la quatrième. Le lendemain, sur l'étape autour de l'Hanka-Berg, Coryn Rivera, la maillot jaune, attaque dès les premiers kilomètres. La formation Wiggle High5 mène la poursuite et reprend l'Américaine au pied de la montée finale. Dans celle-ci, Lisa Brennauer hausse directement le ton mais est passée sur la fin par trois autres concurrentes. Elle s'empare toutefois du maillot jaune,. Elle chasse les bonifications le lendemain avant de finir troisième du jour,. Le contre-la-montre final est décisif, sept secondes seulement séparant l'Allemande d'Ellen van Dijk, elle aussi ancienne championne du monde de la discipline. Lisa Brennauer ne cède que deux secondes sur la Néerlandaise et conserve son maillot jaune.

### Juin
Au Women's Tour, Elisa Longo Borghini est souvent à l'attaque dans les côtes, comme sur la deuxième étape. Sur la quatrième étape, au kilomètre cinquante-trois, Audrey Cordon et Cecilie Uttrup Ludwig, sorties dix kilomètres auparavant, effectuent la jonction sur Charlotte Becker en tête de course. Leur avance monte à deux minutes cinquante. Le peloton les reprend à six kilomètres de l'arrivée. Elisa Longo Borghini est finalement sixième du classement général et meilleure grimpeuse,,.
Sur les championnats nationaux, Eri Yonamine effectue le doublé route et contre-la-montre. En France, Audrey Cordon conserve son titre du contre-la-montre. Lisa Brennauer redevient championne d'Allemagne de la discipline tout comme Martina Ritter en Autriche. Sur route, Emilia Fahlin s'impose en Suède.
Peu après, Elisa Longo Borghini s'impose sur la course en ligne des Jeux méditerranéens.

### Juillet
Sur le Tour d'Italie, la formation Wiggle-High5 est septième du contre-la-montres par équipes trente-huit secondes derrière la Sunweb. Kirsten Wild remporte la première étape au sprint,. Elle est deuxième le lendemain derrière Jolien D'Hoore. Sur la cinquième étape, dans la difficulté de la journée, Katarzyna Niewiadoma passe en tête devant Elisa Longo Borghini et Amanda Spratt. Sur le faux-plat qui suit, trois autres coureuses accélèrent. Derrière, Longo Borghini, Niewiadoma et Spratt partent en poursuite. Ces dernières sont reprises aux dix kilomètres,. Sur la première arrivée au sommet, Elisa Longo Borghini est victime d'une crevaison au pied de l'ultime ascension et connait une journée sans. Elle perd trois minutes sur la tête de course,. Sur le contre-la-montre en côte, elle se classe sixième et remonte à la neuvième place du classement général,. Lors de la huitième étape, un groupe de neuf se forme, mais le peloton ne laisse pas l'écart se creuser, Elisa Longo Borghini étant présente à l'avant. Audrey Cordon et Aude Biannic tentent également leur chance sans plus de succès. Dans la dernière côte, placée à neuf kilomètres de l'arrivée, Elisa Longo Borghini accélère. Dans la descente, elle est rejointe par les descendeuses Marianne Vos et Lucinda Brand. Elisa Longo Borghini est troisième de l'étape,. Kirsten Wild, jusqu'alors porteuse du maillot cyclamen, ne part pas lors de la neuvième étape. Dans le Zoncolan, Elisa Longo Borghini est treizième. Au terme de l'épreuve, Elisa Longo Borghini est treizième et meilleure Italienne. 

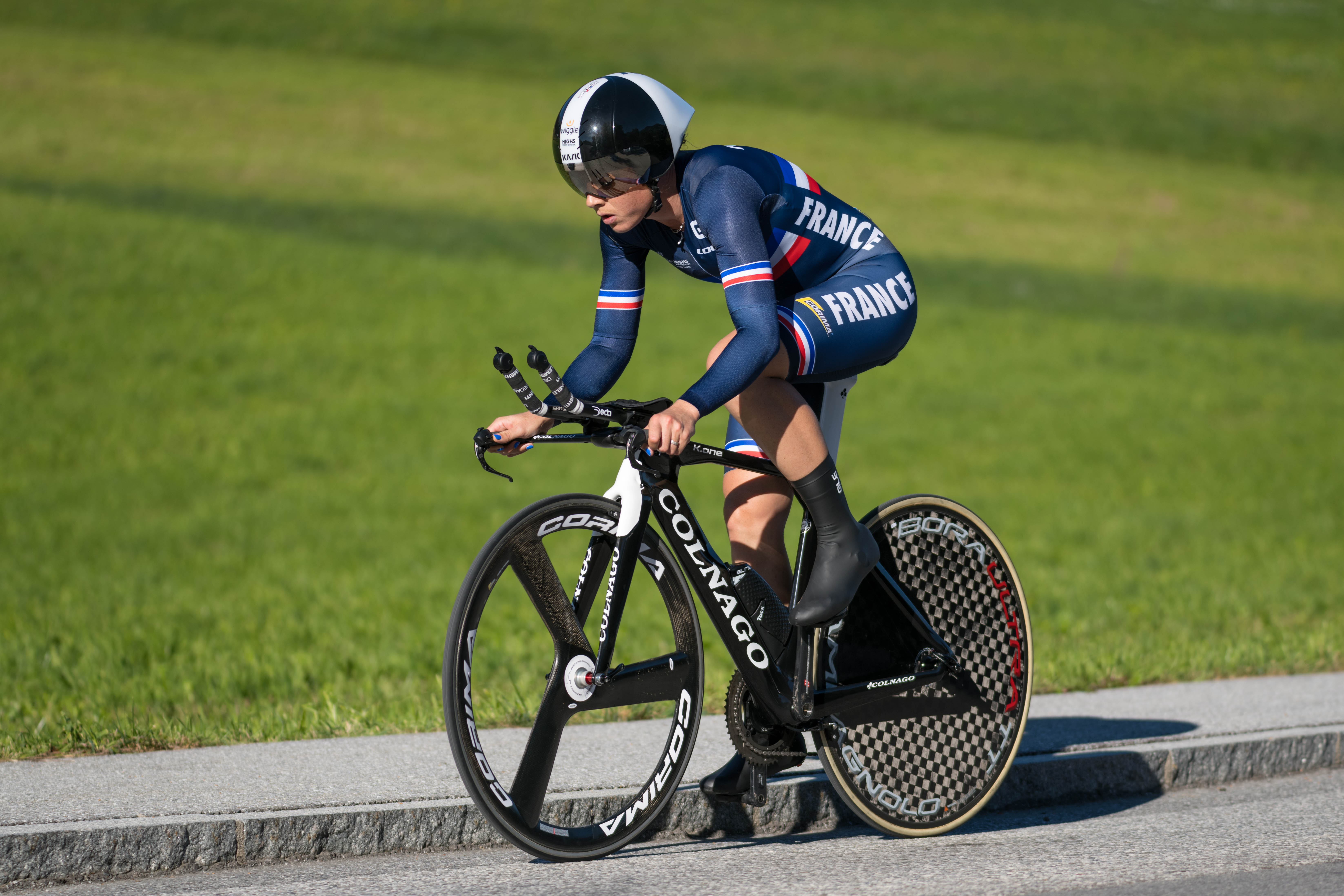
Audrey Cordon (ici aux championnats du monde) est quatrième du championnat d'Europe du contre-la-montre

Au BeNe Ladies Tour, Katie Archibald gagne le prologue très nettement. Sur la première étape, elle doit cependant la tête du classement général à Marianne Vos,. Sur le contre-la-montre, Katie Archibald se classe troisième et reprend quatre secondes à la Néerlandaise. Elle a alors une seconde de retard au classement général. Sur la dernière étape, les sprints intermédiaires sont très disputés. Marianne Vos les remportent tous et conforte ainsi sa première place. Lisa Klein prend aussi des bonifications. Finalement, Katie Archibald est troisième du classement général,. À la course by Le Tour de France, quasiment l'intégralité de l'équipe met pied à terre.
À la fin du mois, Kirsten Wild remporte au sprint la RideLondon-Classique pour la deuxième fois après avoir remontée Marianne Vos.

### Août
Début août, de nombreuses membres de l'équipe participent aux championnats d'Europe de cyclisme sur piste à Glasgow. Kirsten Wild remporte le titre en scratch et en omnium. Lisa Brennauer gagne la poursuite individuelle, Katie Archibald est deuxième. Cette dernière et Elinor Barker s'imposent avec la Grande-Bretagne en poursuite par équipes. Enfin, Julie Leth gagne la course à l'américaine avec Amalie Dideriksen. Les championnats d'Europe sur route ont également lieu à Glasgow. Audrey Cordon se classe quatrième du contre-la-montre individuel, Elisa Longo Borghini est sixième. Sur la course en ligne, Lisa Brennauer est troisième du sprint sous les couleurs de l'Allemagne dans une course où Audrey Cordon, Elisa Longo Borghini et Danielle Rowe se sont montrées à l'avant.

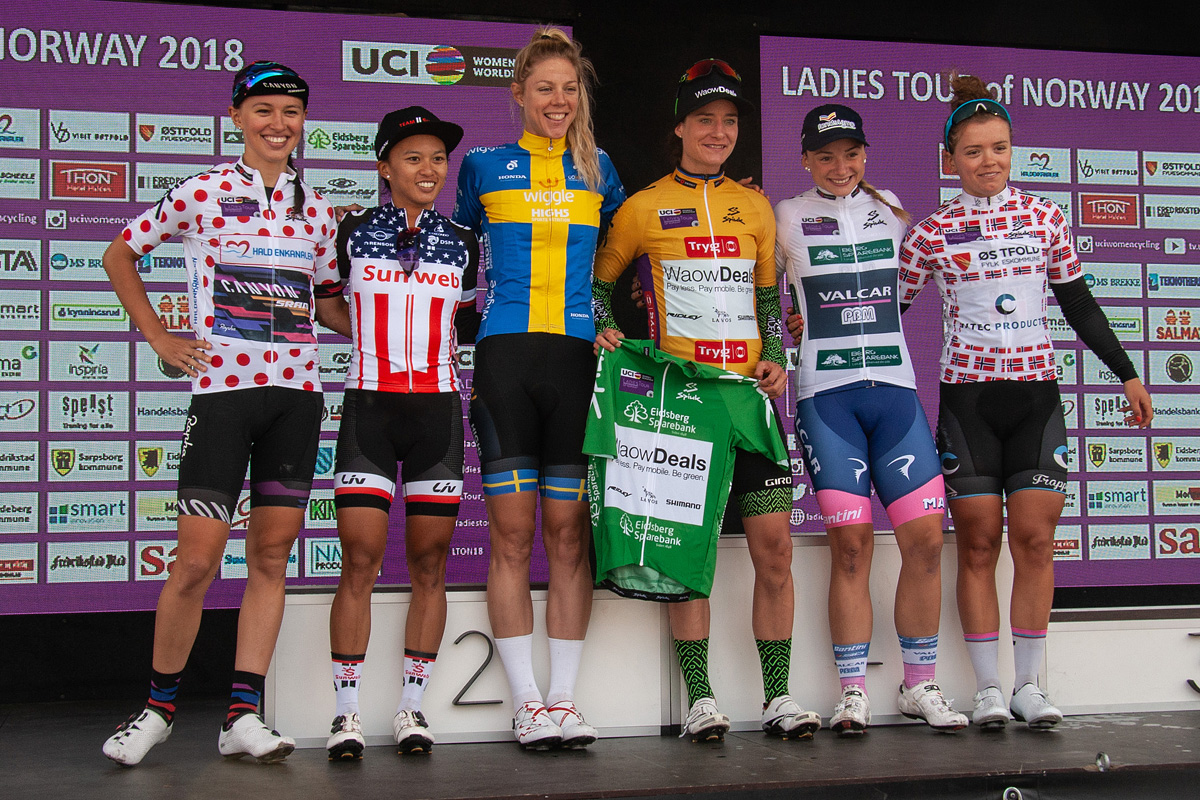
Emilia Fahlin (maillot de championne de Suède) réalise une très bonne fin de saison

Au contre-la-montre par équipes de l'Open de Suède Vårgårda, Wiggle High5 se classe cinquième à une minute quarante deux de Boels Dolmans. Sur la course en ligne, Wiggle High5 contrôle une course mouvementée. La course se conclut au sprint. Alors que Kirsten Wild semble en position idéale, Marianne Vos décide de lancer son sprint de loin avant le dernier virage. Elle le passe en pleine vitesse et prend quelques longueurs d'avance qui lui permettent de s'imposer. Kirsten Wild est deuxième. Au contre-la-montre par équipes du Tour de Norvège, Wiggle High5 est septième. Sur la course par étapes éponyme, Emilia Fahlin est deuxième du sprint de la première étape derrière Marianne Vos. Elle réédite cette performance le lendemain, et est troisième de la dernière étape. Elle conclut la course à la deuxième place du classement général.
Au Grand Prix de Plouay, Audrey Cordon sort au kilomètre soixante-huit, mais elle n'est pas accompagnée et se relève. Lors du dernier passage sur la ligne, elles sont encore vingt dans le peloton. Tout se joue dans la dernière ascension de Ty Marrec. Katarzyna Niewiadoma sort flanquée d'Elisa Longo Borghini. Elles sont toutes rapidement reprises. Elisa Longo Borghini est douzième de la course.
Au Boels Ladies Tour, Lisa Brennauer est cinquième du prologue. Sur la deuxième étape, Elisa Longo Borghini fait partie du groupe de favorites qui sort dans la zone des monts, mais un regroupement a rapidement lieu. Lisa Brennauer anime la quatrième étape.

### Septembre
Au Tour de Belgique, Emilia Fahlin est troisième du sprint de la première étape. Sur la deuxième étape, elle gagne encore une place derrière Jeanne Korevaar. Elle se montre encore à son avantage sur l'étape à Grammont avec une troisième place. Elle est finalement quatrième du classement général.
À la Madrid Challenge by La Vuelta, la formation est deuxième du contre-la-montre par équipes inaugural dix-huit secondes derrière la formation Sunweb. Sur la course en ligne, à mi-course, Rossella Ratto attaque. Elle est rejointe par diverse coureuses. Elles sont dix-neuf et compte jusqu'à une minute d'avance. Ellen van Dijk, Audrey Cordon et Ilaria Sanguineti engrangent les points et bonifications des sprints intermédiaires. Ce groupe se dispute la victoire. Audrey Cordon est cinquième du sprint. Grâce aux bonifications, elle est troisième du classement général final.

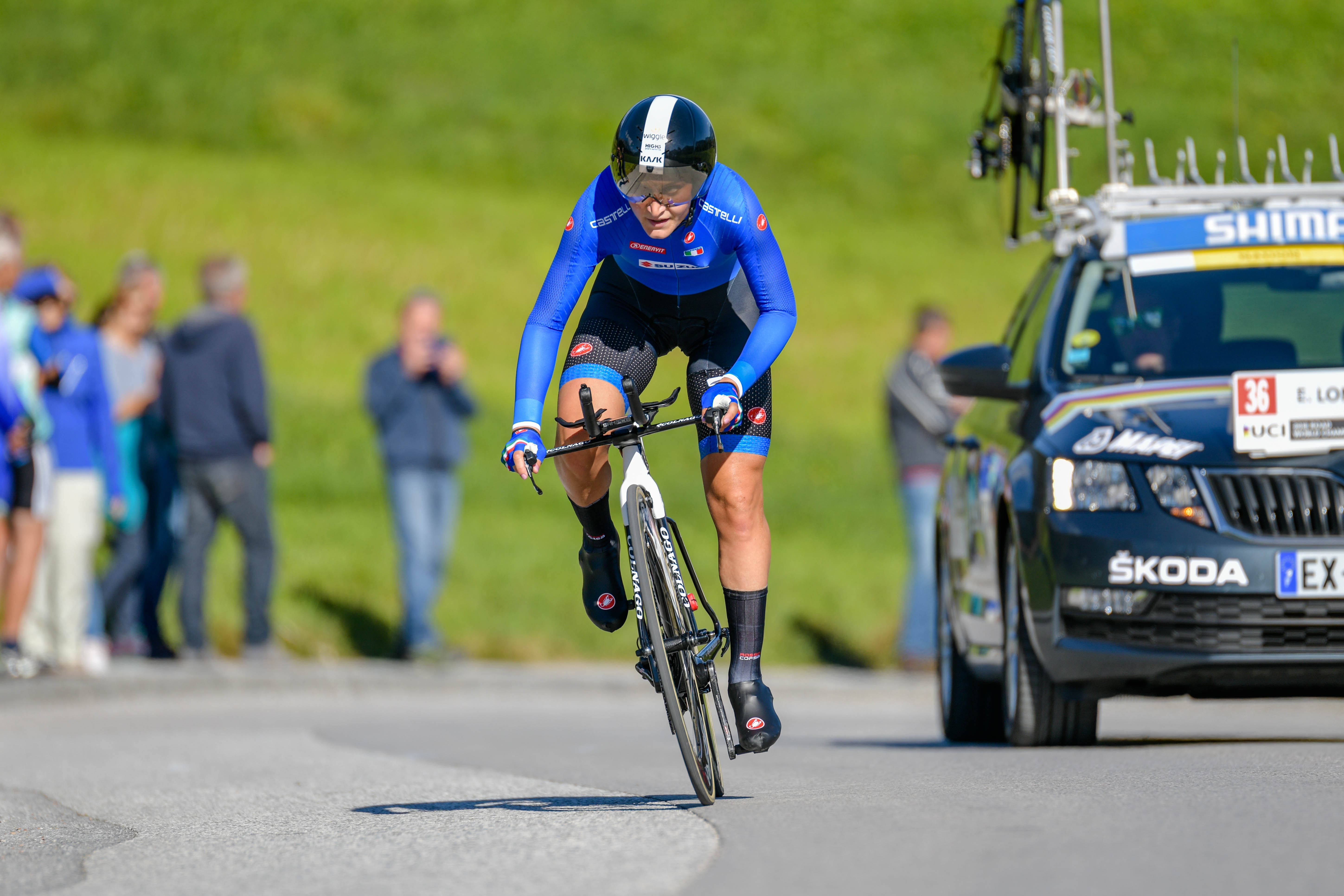
Elisa Longo Borghini lors du championnat du monde de contre-la-montre

Les championnats du monde débutent par le contre-la-montre par équipes. La formation Wiggle High5 effectue le départ le plus rapide et passe le premier passage intermédiaire avec dix secondes d'avance sur Canyon-SRAM. Cependant, peu avant le passage intermédiaire Wiggle High5 perd Katie Archibald. À l'approche du final, Emilia Fahlin semble être victime d'un incident mécanique et doit laisser ses coéquipières. Malgré leur bonne coopération, la victoire s'échappe au profit de Canyon-SRAM qui reste au complet jusqu'au bout. Wiggle High5 est quatrième,,. Sur le contre-la-montre individuel, Elisa Longo Borghini est neuvième,. Sur la course en ligne, à cinquante kilomètres de l'arrivée, Coryn Rivera est rejointe par Ellen van Dijk, la jeune Elena Pirrone, Emilia Fahlin, Amanda Spratt et Malgorzata Jasinska. Plus tard, le groupe est doublé par Anna van der Breggen tandis qu'Amanda Spratt sort. Lors de l'ascension finale, Amy Pieters, Tatiana Guderzo et Karol-Ann Canuel rentrent sur le groupe Fahlin. À quinze kilomètres du but, Tatiana Guderzo passe à l'offensive et distance ses adversaires. Le groupe suivant se joue la quatrième place au sprint et Emilia Fahlin se montre la plus rapide. Elisa Longo Borghini est treizième,,.

### Octobre
Au Tour du Guangxi, Audrey Cordon et Elisa Longo Borghini font partie du premier peloton. Elles se classent sixième et septième du sprint. Au Chrono des Nations, Audrey Cordon est troisième, trente-cinq secondes derrière Olga Zabelinskaïa.

### Divers
La saison est marquée par des problèmes structurels dans l'équipe.

## Victoires

### Sur route
| Victoires | Victoires                                   | Victoires   | Victoires            | Victoires           | Victoires |
| Date      | Course                                      | Pays        | Classe               | Vainqueur           |           |
| --------- | ------------------------------------------- | ----------- | -------------------- | ------------------- | --------- |
| 11 janv.  | 1re étape, Women's Tour Down Under          | Australie   | 2.1                  | Annette Edmondson   |           |
| 6 avr.    | 3ea étape, Bloeizone Fryslân Tour           | Pays-Bas    | 2.1                  | Kirsten Wild        |           |
| 26 avr.   | 1re étape, Gracia Orlová                    | Tchéquie    | 2.2                  | Emilia Fahlin       |           |
| 27 avr.   | 2e étape, Gracia Orlová                     | Tchéquie    | 2.2                  | Emilia Fahlin       |           |
| 28 avr.   | 4e étape, Gracia Orlová                     | Tchéquie    | 2.2                  | Emilia Fahlin       |           |
| 28 avr.   | 3e étape du Tour de l'île de Chongming      | Chine       | 2.WWT                | Kirsten Wild        |           |
| 29 avr.   | Classement général, Gracia Orlová           | Tchéquie    | 2.2                  | Emilia Fahlin       |           |
| 31 mai    | 4e étape du Tour de Thuringe                | Allemagne   | 2.1                  | Lisa Brennauer      |           |
| 3 juin    | Classement général, Tour de Thuringe        | Allemagne   | 2.1                  | Lisa Brennauer      |           |
| 17 juin   | Championnat du Japon du contre-la-montre    | Japon       | CN                   | Eri Yonamine        |           |
| 22 juin   | Championnat du Japon sur route              | Japon       | CN                   | Eri Yonamine        |           |
| 23 juin   | Championnat de Suède sur route              | Suède       | CN                   | Emilia Fahlin       |           |
| 27 juin   | Jeux méditerranéens sur route               | Espagne     | Elisa Longo Borghini |                     |           |
| 28 juin   | Championnat de France du contre-la-montre   | France      | CN                   | Audrey Cordon-Ragot |           |
| 29 juin   | Championnat d'Autriche du contre-la-montre  | Autriche    | CN                   | Martina Ritter      |           |
| 29 juin   | Championnat d'Allemagne du contre-la-montre | Allemagne   | CN                   | Lisa Brennauer      |           |
| 7 juill.  | 2e étape du Tour d'Italie                   | Italie      | 2.WWT                | Kirsten Wild        |           |
| 19 juill. | Prologue, Baloise Ladies Tour               | Pays-Bas    | 2.1                  | Katie Archibald     |           |
| 28 juill. | RideLondon-Classique                        | Royaume-Uni | 1.WWT                | Kirsten Wild        |           |

### Sur piste
| Date       | Course                                                   | Pays        | Classe | Vainqueur                      |
| ---------- | -------------------------------------------------------- | ----------- | ------ | ------------------------------ |
| 26 janvier | Championnat de Grande-Bretagne de poursuite individuelle | Royaume-Uni | CN     | Katie Archibald                |
| 26 janvier | Championnat de Grande-Bretagne de course aux points      | Royaume-Uni | CN     | Katie Archibald                |
| 26 janvier | Championnat de Grande-Bretagne du scratch                | Royaume-Uni | CN     | Katie Archibald                |
| 28 février | Championnat du monde du scratch                          | Pays-Bas    | CM     | Kirsten Wild                   |
| 2 mars     | Championnat du monde de l'omnium                         | Pays-Bas    | CM     | Kirsten Wild                   |
| 3 mars     | Championnat du monde de la course aux points             | Pays-Bas    | CM     | Katie Archibald                |
| 4 mars     | Championnat du monde de la course aux points             | Pays-Bas    | CM     | Kirsten Wild                   |
| 5 avril    | Poursuite par équipes aux jeux du Commonwealth           | Australie   | 1      | Amy Cure et Annette Edmondson  |
| 6 avril    | Poursuite individuelle aux jeux du Commonwealth          | Australie   | 1      | Katie Archibald                |
| 7 avril    | Course aux points aux jeux du Commonwealth               | Australie   | 1      | Elinor Barker                  |
| 7 avril    | Scratch aux jeux du Commonwealth                         | Australie   | 1      | Amy Cure                       |
| 12 juillet | Championnat d'Allemagne de poursuite individuelle        | Allemagne   | CN     | Lisa Brennauer                 |
| 3 août     | Championnat d'Europe de la poursuite par équipes         | Royaume-Uni | 0      | Katie Archibald, Elinor Barker |
| 3 août     | Championnat d'Europe du scratch                          | Royaume-Uni | 0      | Kirsten Wild                   |
| 4 août     | Championnat d'Europe de la poursuite                     | Royaume-Uni | 0      | Lisa Brennauer                 |
| 6 août     | Championnat d'Europe de l'Omnium                         | Royaume-Uni | 0      | Kirsten Wild                   |
| 7 août     | Championnat d'Europe de la course à l'américaine         | Royaume-Uni | 0      | Julie Leth                     |

### Résultats sur les courses majeures

#### World Tour
| Date                | #  | Course                                   | Pays            | Meilleure classée    | Classement |
| ------------------- | -- | ---------------------------------------- | --------------- | -------------------- | ---------- |
| 3 mars              | 1  | Strade Bianche                           | Italie          | Elisa Longo Borghini | 3e         |
| 11 mars             | 2  | Tour de Drenthe                          | Pays-Bas        | Lisa Brennauer       | 14e        |
| 18 mars             | 3  | Trofeo Alfredo Binda-Comune di Cittiglio | Italie          | Elisa Longo Borghini | 10e        |
| 22 mars             | 4  | Trois Jours de la Panne                  | Belgique        | Lisa Brennauer       | 5e         |
| 25 mars             | 5  | Gand-Wevelgem                            | Belgique        | Kirsten Wild         | 34e        |
| 1er avril           | 6  | Tour des Flandres                        | Belgique        | Lisa Brennauer       | 8e         |
| 15 avril            | 7  | Amstel Gold Race                         | Pays-Bas        | Audrey Cordon-Ragot  | 6e         |
| 18 avril            | 8  | Flèche wallonne                          | Belgique        | Elisa Longo Borghini | 11e        |
| 22 avril            | 9  | Liège-Bastogne-Liège                     | Belgique        | Eri Yonamine         | 35e        |
| 26-28 avril         | 10 | Tour de l'île de Chongming               | Chine           | Kirsten Wild         | 7e         |
| 10-13 mai           | 11 | Tour de Californie                       | États-Unis      | Grace Brown          | 38e        |
| 19-22 mai           | 12 | Emakumeen XXXI. Bira                     | Espagne         | Elisa Longo Borghini | 5e         |
| 13-17 juin          | 13 | The Women's Tour                         | Grande-Bretagne | Elisa Longo Borghini | 6e         |
| 6-15 juillet        | 14 | Tour d'Italie                            | Italie          | Elisa Longo Borghini | 10e        |
| 17 juillet          | 15 | La course by Le Tour de France           | France          | Grace Brown          | 21e        |
| 28 juillet          | 16 | RideLondon-Classique                     | Grande-Bretagne | Kirsten Wild         | Vainqueur  |
| 10 août             | 17 | Open de Suède Vårgårda TTT               | Suède           | Wiggle-High5         | 5e         |
| 12 août             | 18 | Open de Suède Vårgårda                   | Suède           | Kirsten Wild         | 2e         |
| 16 août             | 19 | Tour de Norvège TTT                      | Norvège         | Wiggle-High5         | 7e         |
| 17-19 août          | 20 | Tour de Norvège                          | Norvège         | Emilia Fahlin        | 2e         |
| 25 août             | 21 | Grand Prix de Plouay                     | France          | Elisa Longo Borghini | 12e        |
| 28 août-2 septembre | 22 | Boels Rental Ladies Tour                 | Pays-Bas        | Elisa Longo Borghini | 12e        |
| 10 septembre        | 23 | La Madrid Challenge by La Vuelta         | Espagne         | Audrey Cordon-Ragot  | 3e         |
| 21 octobre          | 24 | Tour du Guangxi                          | Chine           | Audrey Cordon-Ragot  | 6e         |

Elisa Longo Borghini est onzième du classement individuel. La formation est sixième du classement par équipes.

#### Grand tour
| Grand tour            | Tour d'Italie              |
| --------------------- | -------------------------- |
| Coureuse (classement) | Elisa Longo Borghini (10e) |
| Accessits             | 1 victoire d'étape         |

## Classement mondial
| Classement UCI | Classement UCI       | Classement UCI | Classement UCI |
| Coureuse       | Coureuse             | Pays           | Points         |
| -------------- | -------------------- | -------------- | -------------- |
| 17e            | Elisa Longo Borghini | Italie         | 777 pts        |
| 22e            | Emilia Fahlin        | Suède          | 706 pts        |
| 23e            | Kirsten Wild         | Pays-Bas       | 692 pts        |
| 26e            | Lisa Brennauer       | Allemagne      | 668 pts        |
| 36e            | Audrey Cordon-Ragot  | France         | 521 pts        |
| 103e           | Eri Yonamine         | Japon          | 176 pts        |
| 148e           | Katie Archibald      | Royaume-Uni    | 111 pts        |
| 161e           | Annette Edmondson    | Australie      | 98 pts         |
| 162e           | Julie Norman Leth    | Danemark       | 98 pts         |
| 178e           | Amy Cure             | Australie      | 89 pts         |
| 238e           | Lucy van der Haar    | Royaume-Uni    | 52 pts         |
| 249e           | Martina Ritter       | Autriche       | 48 pts         |
| 455e           | Rachele Barbieri     | Italie         | 15 pts         |
| 511e           | Macey Stewart        | Australie      | 13 pts         |
| 524e           | Grace Garner         | Royaume-Uni    | 11 pts         |
| 662e           | Elinor Barker        | Royaume-Uni    | 5 pts          |